# Європейська культура XIX століття
Європейська культура XIX століття — складний, бурхливий, настояний на сперечаннях період розвитку західноєвропейської культури й образотворчого мистецтва.
Початок ХІХ століття не нагадував його кінець. Початок століття пройшов під пануванням консервативних форм класицизму та ампіру, що прийшли ще з ХVIII ст. та обслуговували панівні класи суспільств та військову еліту. Але пройшла швидка зміна декількох стилів без створення якогось одного напрямку. Лише наприкінці 19 ст. частково функцію головного стилю перебрав на себе народжений модерн (сецесія, Арт Нуво), що однак, співіснував з декількома швидкоплинними стилістиками на кшталт декадансу, символізму, пізнього імпресіонізму, постімпресіонізму, застарілого неокласицизму, різних форм реалізму.
Новий період піднесення отримав західноєвропейський пейзаж, парадний портрет, але втратили власні панівні позиції релігійний живопис, історична картина, народився феномен легковажного і у стані занепаду салонного мистецтва та академізму. Народились і критичні тенденції на кшталт критичного реалізму (у Російській імперії) та тенденція до демократизації графіки («Злочини війни», французька афіша) та частково живопису. Надзвичайне піднесення пережили цирк та опера, інструментальна музика, романс, концертна діяльність.

## Повсякденне життя і культура XIX століття
Прискорення історичного процесу приводить у XIX столітті до нового якісного стрибка в порівнянні з початковим періодом Нового часу. Європа пересіла з кінного диліжанса на потяг, з вітрильника на пароплав і на кінець сторіччя підійшла до появи повітроплавання та підводних човнів. Телеграф зв'язав європейські країни і США з найвіддаленішими куточками планети. Наука проникла углиб речовини і в таємницю еволюції живої матерії. То був вік науково-технічного перевороту і бурхливих соціальних потрясінь, але разом з тим — найбільших гуманістичних і естетичних завоювань та утопічних помилок розуму.
Змінювався вигляд поселень. Величні собори, розкішні палацові резиденції, скромніші «дворянські гнізда», невеликі поселення ремісників перетворилися в пам'ятки історії. З'явилися великі промислові міста з заводами, фабриками, залізничними вокзалами, лініями метро, прибутковими будинками, публічними бібліотеками, музеями, комерційними видовищними закладами: театрами, танцзалами, концертними естрадами.
Рівень досягнень і їхня роль в сучасній системі усіх цінностей зображає вже той факт, що при характеристиці XIX ст. часто використовують термін «класичний»- це вік класичного капіталізму (вільної конкуренції), класичної філософії, класичного природознавства, класичної літератури і музики.

## Засновки доби

Жан-П'єр Хюе, «Захоплення Бастилії революційним народом», 1789 р., акварель, Національна бібліотека Франції. Доба революційного класицизму

Хронологічні межі культурного феномена XIX ст. ширші, ніж календарні. Початок новим культурним процесам поклала Французька революція 1789—1793 рр. Що ж до завершення епохи, то рубежем став початок Першої світової війни в 1914 р.
Ідеї свободи, рівності і братерства, проголошені якобінцями, створили сприятливу атмосферу для боротьби за демократичні перетворення у всьому світі. Це сторіччя стало часом соціальних революцій. В одній Франції їх було декілька: в 1830, 1848, 1870 рр. У 1848 −1849 рр. революціями була охоплена вся Європа. Їх головний результат — ставлення демократичних режимів в більшості європейських країн. Зберігалася гострота соціальних протиріч, напруження політичних пристрастей.
Схожість у соціальній, економічній та політичній структурі суспільства, складання світового ринку, активні ділові, дипломатичні, революційні, культурні зв'язки, новий рівень засобів комунікації обумовлювали виникнення тенденції зближення культур.
У той же час найістотнішим чинником, який суттєво вплинув на розвиток світової культури, став могутній національно-визвольний рух: боротьба проти нашестя Наполеона в Іспанії і Росії, проти гніту австрійських Габсбургів в Італії та Угорщині, проти османського ярма в Греції і Болгарії, проти російського царизму в Польщі і на Кавказі, об'єднання Німеччини. Дуже різний за складом і цілями у різних країнах цей рух веде до того, що вчені, письменники і художники звертаються у своїй творчості до історичного минулого і культурних традицій власних народів. Усвідомлення кожною нацією своєї значущості, розвиток почуття національної гідності визначав прагнення людей науки і мистецтва вийти на світовий рівень, іти в ногу з часом.
У загальній картині історії XIX ст. існують і взаємодіють тенденції розвитку національних культур і складання загальнолюдської, світової культури.
У своїх основах культура XIX ст. спиралася на ідеї і погляди, вироблені в епоху Просвітництва. Це — насамперед гуманізм — що піднявся до розуміння цінності кожної людини як особистості, її права на вільний розвиток, раціоналізм і, особливо, — сцієнтизм (від латинського «сцієнція» — наука), який абсолютизував роль і можливості науки в житті суспільства, а також євроцентризм — що оцінював всі цивілізації крізь призму переваги європейського зразка для всіх інших культур.

## Промисловий переворот

### Наука і техніка
Протягом XIX ст. високо розвинулася взаємодія науки і техніки з виробництвом. Розвиток промисловості і сільського господарства підштовхував науку до вивчення нових проблем, а в свою чергу на основі наукових відкриттів створювалися нові засоби виробництва.
З особливою силою такий взаємовплив виявився в ході промислового перевороту. Його початковим моментом прийнято вважати винахід і широке застосування робочих машин у текстильному виробництві, що практично збіглося за часом зі створенням англійським інженером Джеймсом Ваттом універсальної парової машини. Незабаром парові машини стали масово застосовуватися й у всіх галузях виробництва.
Справжній переворот у промисловості настав тоді, коли виник паровий молот і точні універсальні металорізальні верстати, тобто коли машини стали виробляти машини, виникло машинне виробництво. У зв'язку з цим різко зріс попит на метал і необхідне для його виробництва вугілля. Незабаром деревне вугілля у виробництві металу було замінене кам'яним. XIX сторіччя пізніше назвали «добою пари, вугілля та металу», хоч в кінці його вже почалося промислове застосування електрики.

### Транспорт

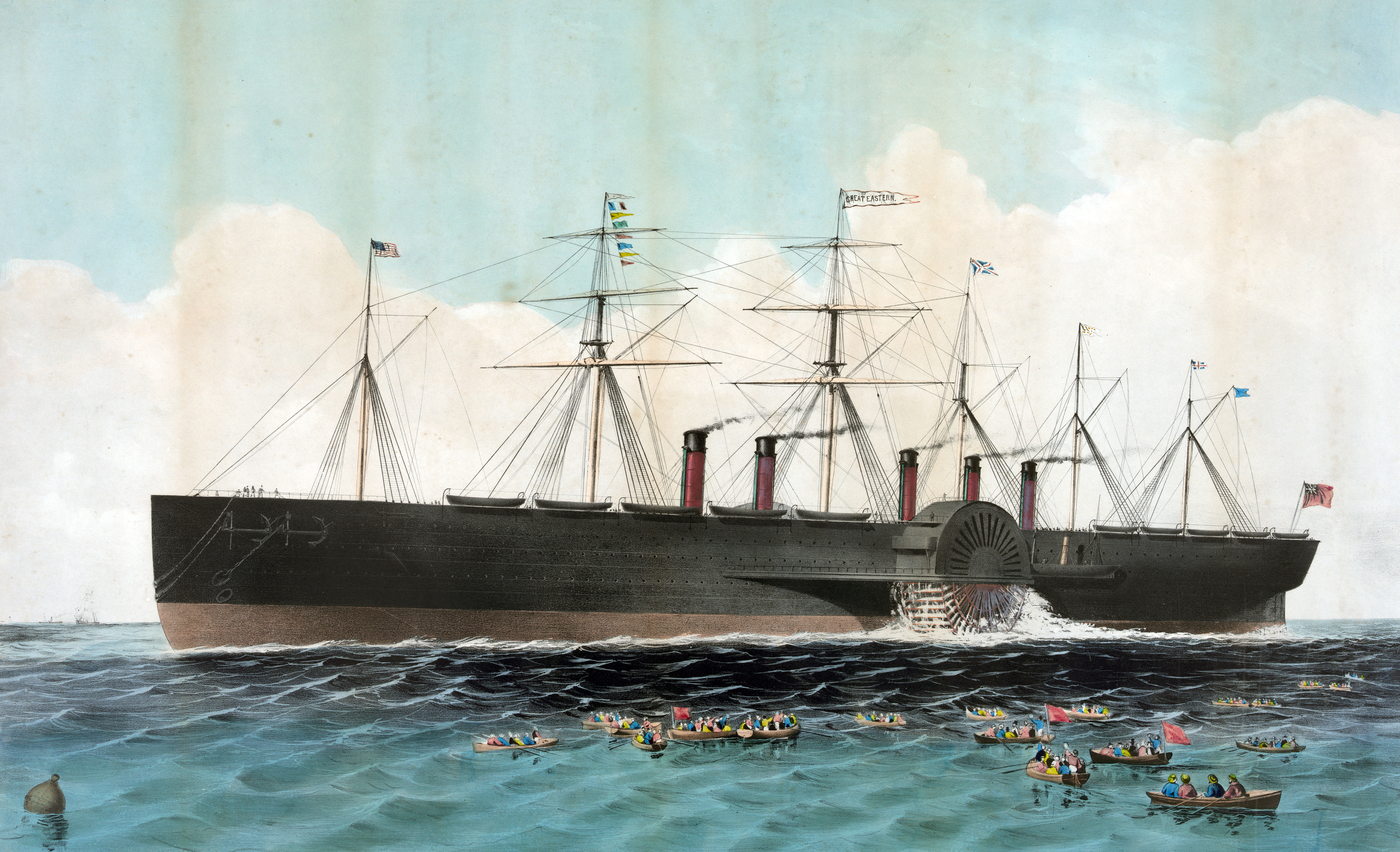
Пароплав «SS Great Eastern» 1858

Застосування парових генеруючих машин на транспорті значно збільшило можливості зв'язку і комунікацій, спілкування людей. Американський винахідник Роберт Фултон в 1807 р. побудував перше річкове судно з паровим двигуном, яке розвивало швидкість близько 9-10 км на годину. Вже в 40-х роках XIX ст. стали будувати кораблі із залізним корпусом. Між Європою й Америкою, Англією та Індією, Австралією встановлюється регулярне океанське пароплавне сполучення, яке прискорилося після будівництва Суецького каналу (1869). Шлях з Європи в Америку, який вимагав на початку століття цілого місяця, в кінці його скоротився до 7-8 днів.
Англійський інженер Джордж Стефенсон в 1829 створив паровоз із символічною назвою «Ракета». Він набирав швидкість до 38 км на годину і пересував вагони вагою до 90 т. Конструкція «Ракети» була настільки вдалою, що принципово не мінялася аж до середини XX ст., коли паровози поступилися місцем тепловозам й електровозам.
Паралельно з масовим транспортом (залізничним, морським, річковим, міським — трамваєм, метро) з'явився і транспорт індивідуального користування. У середині століття з'явився велосипед з педалями, а після введення у практику в 80-ті роки XIX ст. пневматичних гумових шин він набув майже сучасного вигляду. Винахід же двигуна внутрішнього згоряння привів до виникнення принципово нового виду транспорту — автомобільного. У 1885–1886 рр. німецькі інженери Готтліб Даймлер і Карл Бенц сконструювали перші зразки автомобілів, а вже в 90-ті роки в ряді країн Європи й Америки почалося їх промислове виробництво. Попит на автомобілі стрімко зростав, тому не дивно, що саме на автомобільних заводах Генрі Форда в США був застосований конвеєр.
На рубежі XIX і XX ст. здійснилася мрія людини про політ над Землею. Спочатку з'явилися літальні апарати легші за повітря — дирижаблі, але незабаром вони були витіснені літаками (аеропланами). У 1903 р. американські авіаконструктори брати Вілбер і Орвілл Райт встановили на літаку легкий і компактний бензиновий двигун і здійснили перший у світі повітряний політ тривалістю 59 секунд.
Застосування двигунів внутрішнього згоряння й електрики зробило реальністю ще одну фантастичну ідею — підводне плавання. Підводні човни стали будувати в останні роки XIX ст., передусім в Німеччині з військовою метою.

## Міжнародне наукове співробітництво

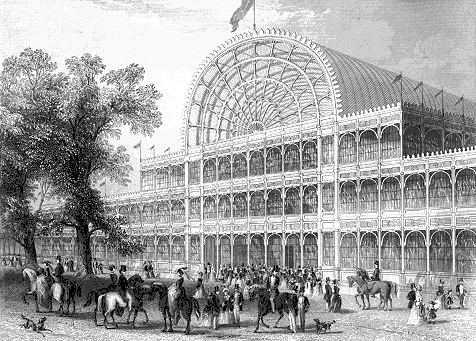
Кришталевий палац (1851), споруджений для Всесвітньої виставки.

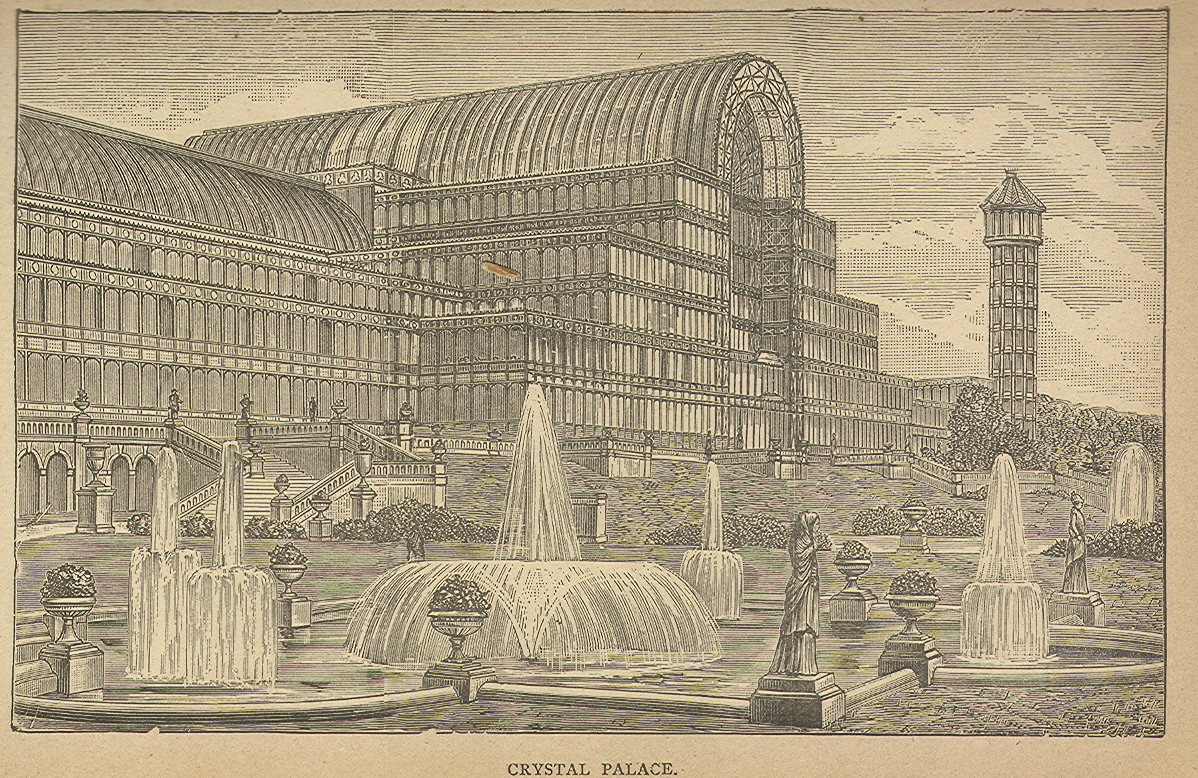
Кришталевий палац, розпланування

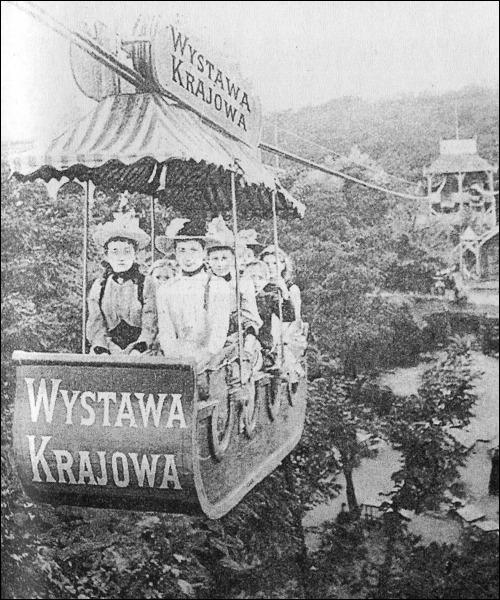
Крайова виставка 1894 року у Львові. Атракціон

Збільшення можливостей і прискорення обміну різного роду інформацією, нарівні з розвитком промислового виробництва і створенням матеріального фундаменту прикладних наук, вельми сприятливо позначилося на формуванні єдиної світової науки з експериментальною базою і теоретичними узагальненнями. У XIX ст. вперше виникла особлива система обміну інформацією і взаємодії вчених різних країн.
Крім державних національних академій створюються численні незалежні наукові товариства й установи. Вони часто випускали періодичні видання, наукові записки, які надавали свої сторінки найвидатнішим вченим різних держав. Вчені стали збиратися для обміну думками і результатами наукових досліджень на міжнародні з'їзди, симпозіуми і конгреси. Останні часто приурочувалися до міжнародних промислових виставок, які стали також однією з найважливіших подій культурного життя. Їх метою було пожвавлення торгівлі, промисловості, але в той же час вони ставали оглядом розвитку світової науки, досягнень техніки, мистецтва і культури.
Почали здійснюватися міжнародні наукові проекти. Наприклад, на астрономічному конгресі 1887 було прийнято рішення про складання каталогу зірок. У цій роботі взяли участь 18 астрофізичних обсерваторій різних країн. У результаті було зареєстровано біля двох мільйонів зірок.
Практика концентрації матеріальних ресурсів у міжнародному масштабі застосовувалася не раз: в Англії при Кембриджському університеті була організована фізична Кавендішська лабораторія, славетний «розсадник геніїв», яку послідовно очолювали Джеймс Максвелл, Джозеф Джон Томсон, Ернест Резерфорд, Радієвий інститут у Франції, інститут Рентгена у Мюнхені, Імперський фізико-технічний інститут у Берліні.

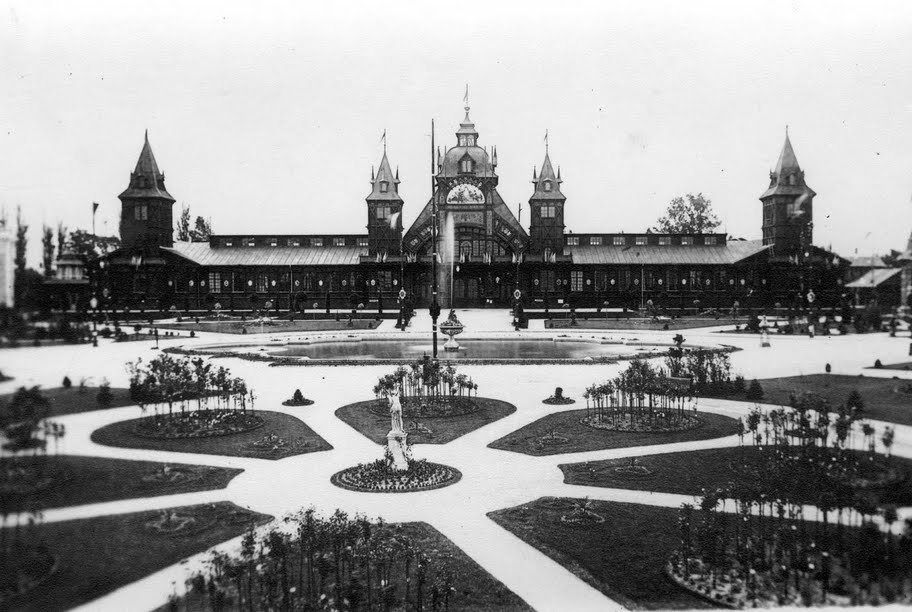
Крайова виставка 1894 року у Львові. Розплянування
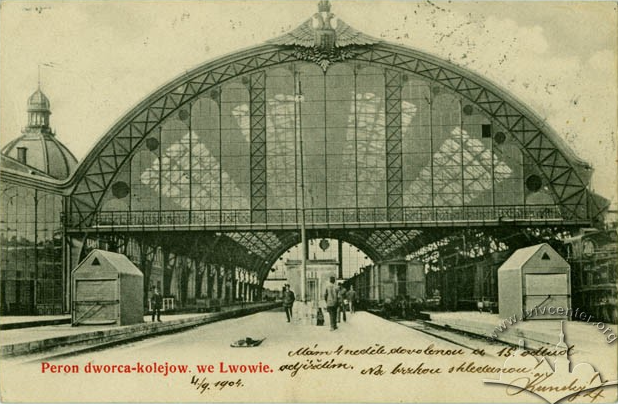
Львівський двірець. Дебаркадер. 1904
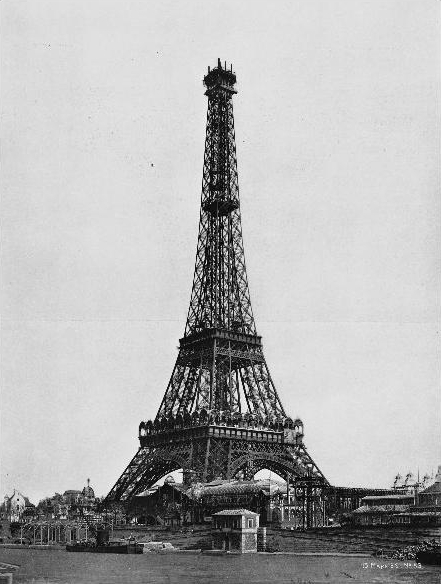
Ейфелева вежа 300 м (1900), Париж, для всесвітньої виставки
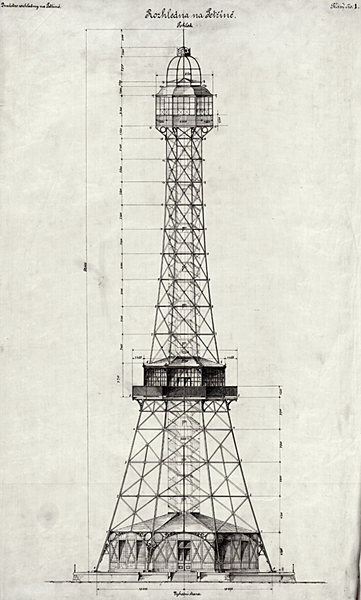
Петршинська вежа, Прага (1891)

## Метрологія

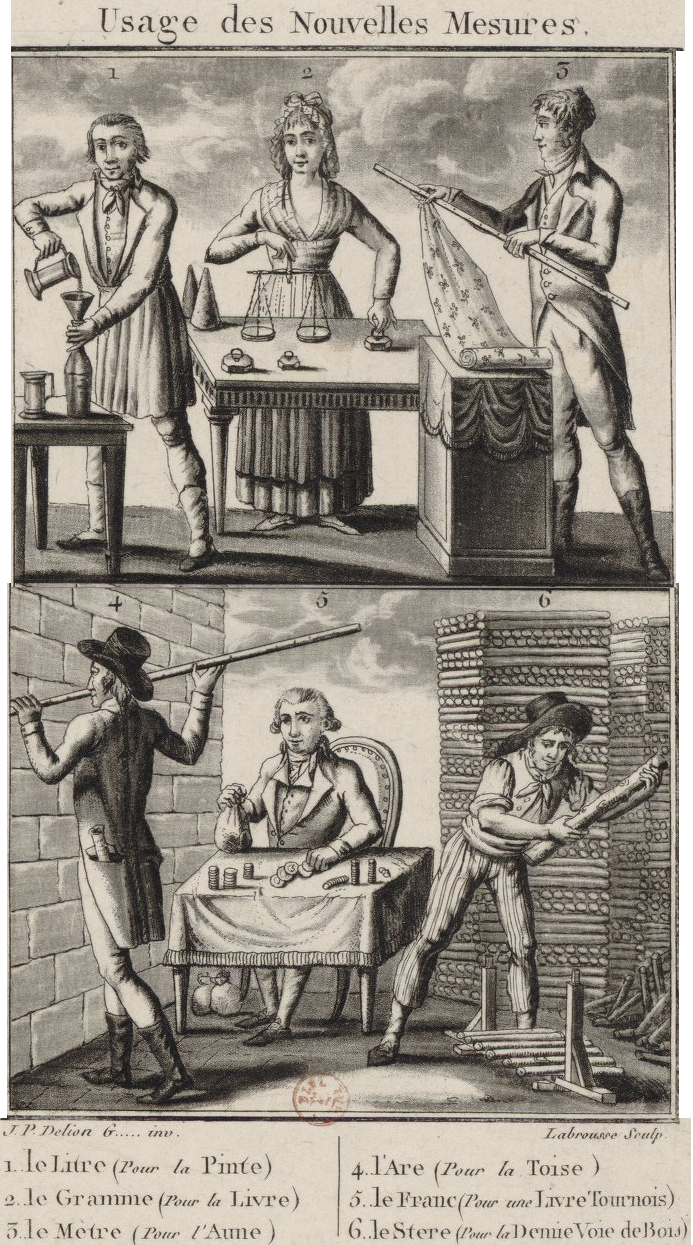
Ксилографія, датована 1800 роком, ілюструє нові десяткові одиниці, які стали правовою нормою у Франції 4 листопада 1800 року, через п'ять років після введення метричної системи. У підписах кожна з цих шести нових одиниць супроводжується старою французькою одиницею в дужках: літр, грам, метр, ар (100 квадратних метрів), франк і стер (1 кубічний метр деревини)

Надзвичайно важливим моментом стало повсюдне поширення єдиної системи мір і ваг, думка про необхідність якої виникла ще під час Французької революції. Система базувалася на десятковому принципі. В основу її було покладено нову одиницю довжини — метр (від грец. «μέτρον» — міра). За одиницю площі приймався ар, рівний 100 м², рідкі і сипкі тіла стали вимірюватися у літрах (1 дм3), вага — в кілограмах (вага 1 л води). У 1872 у Севрі, поблизу Парижу, було створене Міжнародне бюро мір та ваги. Цією системою зараз користується абсолютна більшість країн і народів світу. Єдина система мір і ваг значно полегшувала торгівлю між усіма країнами, адже європейська цивілізація в мирні часи носить цілком торговельний характер.

## Основні наукові відкриття
Наука у XIX ст. продовжує сприйматися як класична система знань, як єдина система наук, основні ідеї і принципи якої вважаються остаточно встановленими і непорушними. Відбувається диференціація окремих галузей наукових знань на більш вузькі спеціальні галузі (наприклад, у самостійні науки виділяються експериментальна психологія, соціологія, культурологія) і в той же час — інтеграція наук (саме в цей час виникає астрофізика, біохімія, фізична хімія, геохімія), оформляється і нова галузь знань — технічні науки.
Протягом сторіччя було зроблено нечувану раніше кількість відкриттів, а на основі накопиченого експериментального, аналітичного матеріалу розроблено узагальнюючі теорії.
У рамках класичної фізики з'явилися нові галузі — термодинаміка і вчення про електрику, покликані до життя розвитком техніки. Французький фізик Саді Карно вивчив закономірності перетворення теплової енергії в механічну, заклавши тим самим основи теплотехніки. А згодом німецький дослідник Юліус фон Маєр, англієць Джеймс Прескотт Джоуль і німець Герман фон Гельмгольц завершили обґрунтування закону збереження і перетворення енергії (термін «енергія» ввів у 60-ті роки XIX ст. В. Томпсон). Отже, було встановлено, що всі види енергії — механічна, теплова, електрична і магнітна — переходять одна в одну.
Відкриття в 1831 р. англійцем Майклом Фарадеєм явища електромагнітної індукції, яке спиралося на дослідження данського фізика Ганса Кристіана Ерстеда і француза Анре Ампера, дозволило згодом створити магнетоелектричні генератори й електродвигуни. Їх праці заклали основи майбутньої електротехніки.
Великим досягненням науки XIX ст. була висунута англійським вченим Д. Максвеллом електромагнітна теорія світла (1865 р.), яка узагальнила досліди і теоретичні висновки багатьох фізиків різних країн у галузях електромагнетизму, термодинаміки й оптики. Д. Максвелл прийшов до думки про єдність і взаємозв'язок електричних і магнітних полів, створив на цій основі теорію електромагнітного поля, згідно з якою, виникнувши в будь-якій частині простору, електромагнітне поле поширюватиметься в ньому з швидкістю, яка дорівнює швидкості світла. Таким чином він встановив зв'язок світлових явищ з електромагнетизмом. Уперше на практиці спостерігати поширення електромагнітних хвиль вдалося німецькому фізику Г. Герцу. Парадоксально, але він вважав, що електромагнітні хвилі не будуть мати практичного застосування. А вже через декілька років О. С. Попов застосував їх для передачі першої у світі радіограми. Вона складалася всього з двох слів: «Генріх Герц».
Подальшим кроком у вивченні будови матерії стало відкриття першої елементарної частки — електрона. У 1878 р. голландський фізик Г. Лоренц почав розробляти електронну теорію речовини і надав теорії електромагнетизму довершеного математичного вигляду.
Узагальненням усього попереднього розвитку хімії стало відкриття періодичного закону хімічних елементів. Було доведено, що властивості елементів і простих і складних сполук, що утворюються ними, стоять у періодичній залежності від їх атомної ваги. Періодичний закон вказував шлях до планомірних пошуків ще невідкритих хімічних елементів.
XIX ст. стало часом торжества еволюційної теорії. Чарлз Дарвін, узагальнивши ідеї Жана-Батіста Ламарка про залежність еволюції організмів від пристосованості їх до довкілля, Чарлза Лайєля про утворення земних шарів в залежності від діяльності сил природи, клітинну теорію Т. Шванна і М. Шлейдена і власні багаторічні дослідження, у 1859 видав працю «Походження видів шляхом природного відбору», у якій виклав висновки про те, що види рослин і тварин не постійні, а мінливі, що сучасний тваринний світ сформувався внаслідок тривалого процесу розвитку. Правда, про причини мінливості видів Дарвін, з його слів, висунув лише «здогадливі» припущення. У 1871 Дарвін випустив книгу «Походження людини і статевий відбір», де висунув і обґрунтував гіпотезу про походження людини від мавпоподібного предка. Вчення Дарвіна справило приголомшливе враження на суспільну свідомість.
У XIX ст. публікуються також численні узагальнювальні праці зі всесвітньої історії, історії країн і народів, історії мистецтва та історії філософії. Такі мислителі, як Геґель, Конт, Спенсер, Маркс і Енгельс, намагаються побудувати всеосяжні філософські і соціальні системи.
Про зміну характеру взаємовідносин науки і практики також яскраво свідчить історія всесвітньо відомого Пастерівського інституту в Парижі. Все почалося з того, що на замовлення французьких виноробів, які зазнавали великих збитків від хвороб вина, молодий блискучий вчений Луї Пастер (дві докторські дисертації з фізики і хімії) почав вивчати процеси бродіння. Незабаром він довів, що бродіння є результатом життєдіяльності мікробів. Пастер став основоположником нової науки — мікробіології, зробив революцію у медицині. Він виявив збудників багатьох інфекційних захворювань, дав пояснення імунітету і розробив метод застосування запобіжного щеплення. Його відкриття були настільки важливі, що на кошти, зібрані за міжнародною підпискою, був створений інститут.
На кінець XIX ст. в суспільній свідомості складається переконання, що картина світу в загальних рисах вже досить ясно встановлена наукою, що подальший розвиток наукового знання покликаний лише уточнювати контури цієї картини і розкривати нечисленні «білі плями», які залишилися в ній. Коли в 1889 р. майбутній геніальний фізик-теоретик, основоположник квантової фізики, Макс Планк вирішив працювати у галузі теоретичної фізики, його вчитель сказав йому: «Юначе, навіщо ви губите своє майбутнє? Адже теоретична фізика закінчена. Можна лише обчислювати окремі випадки. Але чи варто віддавати такій справі своє життя?» Насправді ж класична наука XIX ст. стала не вінцем пізнання, а підмурівком нового революційного прориву.
У 1895 р. німецький вчений Вільгельм Рентген відкрив промені, які зараз носять його ім'я. Услід за ним французькі вчені Анрі Беккерель, П'єр і Марія Кюрі відкрили явище радіоактивного розпаду, а англійський фізик Ернест Резерфорд встановив, що при розпаді радіоактивних елементів виділяються альфа, бета і гамма-промені, а потім він разом з Содді запропонував загальну теорію радіоактивності. Світ був приголомшений: неподільності атома прийшов кінець, залишилося лише заглянути у нього й уявити собі його будову. Незабаром тим же Резерфордом була запропонована, а данцем Нільсом Бором уточнена «планетарна» модель атома.

## Розвиток освіти
В останню чверть XVIII ст. бурхливий розвиток науки і техніки породив у передових промислових країнах потребу у кваліфікованих кадрах, як інженерних, так і робітничих. Суспільство поступово починає усвідомлювати необхідність письменності для широких верств населення (див. ще бюрократія).
Під впливом ідей французьких просвітителів, передових педагогів-демократів Йоганна Песталоцці і А. Дістервега, під тиском трудящих у найбільших країнах Європи в шкільній справі сталися вельми значні зміни. Вони торкнулися передусім елементарної, початкової школи, відбилися і на вищій освіті. Початкова освіта, яка протягом сторіч перебувала у віданні церкви, переходить до управління державою, хоч вплив релігії залишається значним. В Англії створення системи державної освіти було закладено законом 1870 р., за яким початкові школи переставали бути віросповідними. Незабаром держава стала виплачувати спеціальні грошові субсидії тим школам, які не брали плати за навчання з батьків учнів. У 1880 р. початкова освіта в Англії стала обов'язковою, а в 1891 р. — безкоштовною.
В об'єднаній Німеччині закон 1872 р. про народну школу дещо розширив викладання реальних предметів і активізував у ній методи навчання. Цим же законом католицька церква була відчужена від керівництва шкільною справою. Звичайно, мова йшла не про скасування релігійного навчання і виховання, просто католицькі кола вважалися опозиційними до правлячої протестантської династії Гогенцоллернів.
У Франції безкоштовна й обов'язкова освіта для всіх дітей віком від 6 до 13 років була введена законами 1881 і 1882 рр. Цими ж законами скасовувалося викладання у школі закону Божого, але для релігійного навчання виділявся один день на тиждень, вільний від занять.
Проте значна частина дорослого населення навіть у великих країнах залишалася неписьменною. Наприклад, в Росії закон про обов'язкову початкову освіту був прийнятий лише при радянській владі. У США безкоштовна, хоч і не обов'язкова початкова освіта існувала вже в кінці XIX ст. майже у всіх штатах, але масово неписьменним було «кольорове» населення і значна частина нових емігрантів.
Середня школа в європейських країнах протягом майже всього XIX ст. не зазнала радикальних змін. Єдиним повноправним типом середньої школи залишалася школа класична, гуманітарна: гімназії в Німеччині і Росії, ліцеї і коледжі у Франції, граматичні школи в Англії. В останній чверті сторіччя важко, але пробивало собі дорогу вивчення дисциплін природничого циклу — фізики, хімії, біології та інших. Запекла полеміка розгорнулася у США та європейських країнах з питання викладання біології, особливо теорії Дарвіна про походження видів. Уже це наближало школу до потреб реального життя, сприяло донесенню до масової свідомості елементів наукових уявлень про процеси, які відбуваються в природі.
Розширилася на кінець сторіччя мережа вищих навчальних закладів, передусім інженерно-технічних. У підготовці наукових кадрів велику роль починають відігравати науково-дослідні центри і лабораторії, які вперше з'явилися у XIX ст. — як приватні, так і державні, наприклад, вже згадуваний Пастерівський інститут у Парижі.
У зв'язку з розвитком триступеневої системи освіти став швидко зростати шар наукової, інженерно-технічної, гуманітарної (вчителі, лікарі) інтелігенції. Прагнення до подолання неуцтва й оволодіння знаннями охопило досить широкі верстви населення. Ніколи в минулому не створювалося так багато різноманітних шкіл для дорослих, різних курсів, не читалося стільки популярних лекцій. Здійснюються енергійні кроки для розвитку жіночої освіти.

## «Золота доба» літератури
Детальніше у статтях Література 19 століття, Література першої половини 19 століття,Література другої половини 19 століття
Нове місце літератури у суспільстві. XIX ст. — час бурхливого розвитку всіх сфер художньої культури, при цьому їх співвідношення і роль зазнали істотних змін. На перший план висувається література, XIX сторіччя називають її «золотою добою» — як за сузір'ям імен у всіх жанрах, так і за різко зростаючим впливом на суспільство. Завдяки технічному прогресу в поліграфії, збільшенню накладів й здешевленню друкарської продукції вона стала доступною досить широким верствам населення. З іншого боку, розвиток освіти і підвищення рівня письменності підвищили попит на книгу. Якщо ще на початку сторіччя вона була доступна лише вузькому прошарку аристократії і дуже багатих підприємців, то на кінець сторіччя вона з'явилася в оселі кожної письменної людини. Змінився і сам письменник, його суспільне становище. Літераторство перетворилося у професію, у автора з'явилася можливість пером заробляти на життя. Бурхливі події початку сторіччя залучили письменників в гущу подій. Стендаль воював в армії Наполеона, Джордж Байрон брав участь в грецькому повстанні проти турків, Шандор Петефі загинув, воюючи проти карателів Миколи I, Еміль Золя активно втрутився у справу Дрейфуса. Літератор починає усвідомлювати, як ніколи раніше, свою відповідальність за виховання суспільства.
Як і у всій культурі XIX ст., в літературі відбувається не тільки бурхливий розвиток національних літератур, але й формування світової літератури. Цьому особливо сприяв розвиток художнього перекладу. Про те, що складається всесвітня література, яка не належить окремим націям, а всьому людству, говорили вже сучасники. Так, у поетичній мініатюрі під символічною назвою «Світова література» (1827 р.) Йоганн Вольфганг Ґете наголошував:

| «Нехай всі народи світу, живучи під одним небом, втішаються радістю загальних скарбів!» |
Розвиток художньої культури XIX ст. проходив під знаком боротьби і послідовної зміни чотирьох основних напрямів: класицизму, романтизму, реалізму і декадансу. Всі ці художні стилі, історично змінюючи один одного, але часто і співіснуючи, знайшли вираження у всіх видах мистецтва, але насамперед — в літературі.

### Класицизм
Класицизм з його антифеодальним духом і пафосом республіканської громадянськості панував у культурі в революційні роки і перше десятиріччя XIX ст. (пізніше він не зник, але переродився в консервативний напрямок). Він продовжував спиратися на античні традиції, ідеологічну спадщину і зовнішні форми римської архітектури. Характерною його рисою була непорушність певних естетичних норм, в уявленнях чітко розмежовувалося піднесене і низьке, прекрасне і потворне. Рішуче виключалося змішання різнорідних елементів — трагічного і комічного, пафосу і гумору, значного і незначного. Переважали сюжети, в яких втілювалася ідея необхідності підпорядкування індивідуальних, особистих інтересів інтересам держави, суспільства, політичного або релігійного руху.
Останнім яскравим злетом класицизму на рубежі сторіч був веймарський класицизм (за назвою міста Веймар — столиці крихітної німецької держави), представлений двома великими іменами — Йоганна Вольфганга Гете і Фрідріха Шіллера. Вони бачили завдання мистецтва в тому, щоб підносити душу, піднімати людину над убозтвом навколишнього світу. П'єси Шіллера «Розбійники», «Підступність і кохання» і особливо пізні драми «Марія Стюарт», «Вільгельм Телль» сповнені героїчного пафосу.
Гете використав сюжет середньовічної німецької легенди про життя, безбожні діяння вченого-чорнокнижника і чародія Фауста, який ціною союзу з дияволом повернув собі молодість і пізнав заповітні таїни природи.

### Романтизм
Гостре неприйняття реакції і прози життя, які запанували в суспільстві, породили у 20-ті роки романтичний бунт молодого покоління. Романтизм як такий — не просто художній стиль, подібний класицизму або бароко. Романтизм — суспільний і культурний рух, який охопив багато країн Європи і найрізноманітніші сфери — від філософії і політичної економії до моди на костюми і зачіски. При цьому всіх романтиків об'єднувало одне: «ненависть до дійсності, пекуча потреба тікати від неї» (зі слів англійського письменника Сомерстета Моема).
Романтична література рішуче відмовляється від культу розуму, який проповідувався Просвітництвом і класицизмом. Романтики висували нових героїв — самотніх бунтівників, індивідуалістів, непримиренно ворожих своєму середовищу, які йшли за нестримними стихійними поривами пристрастей, зневажали всіляку холодну розсудливість. Сюжетами творів частіше за все обиралися виняткові події, романтичні герої діяли або в умовах фантастично зображеного середньовіччя, або в екзотичних заморських краях, далеких від західної цивілізації. «Незвичайні герої у незвичайних обставинах» — так можна охарактеризувати основний принцип романтичного мистецтва.
Особливу роль у становленні романтичної концепції особистості зіграло життя Наполеона, високо піднесеного долею і нею ж кинутого у безодню. «Він світу був чужий. Все в ньому було таємницею, день піднесення — і падіння година!» — писав Михайло Лермонтов. Про «загадку» цієї феноменальної особистості розмірковували також Джордж Гордон Байрон, Олександр Пушкін, Генріх Гейне, Віктор Гюґо, Вальтер Скотт.
Романтизму найближчою є поезія. Саме в жанрі романтичної поеми він досяг свого розквіту, оскільки в ній, крім діючого персонажа, присутній і ліричний герой, авторське «я». Найбільш яскраво поєднання героїв з особистістю автора виявилося у творчості видатного англійського поета Джорджа Байрона. З самого початку своєї творчої і суспільної діяльності він закликав до боротьби — і в ліричних віршах, і в політичній промові на захист луддитів (рух руйнівників машин) у палаті лордів. У ліро-епічній поемі «Паломництво Чайльд Гарольда» він викривав реакцію, прославляв боротьбу Іспанії, Італії, Греції. У цьому розчарованому в світському товаристві герої, в центральних образах однойменних східних поем Гяурові, корсарові легко пізнати, зі слів Віссаріона Белінського, «колосальну, горду і непохитну особистість» самого поета. Подібні герої захоплювали уяву сучасників, які бачили в них борців за звільнення людської особистості. Завдяки цьому виникло своєрідне явище у суспільних настроях, яке отримало назву «байронізм».
Духом революційної романтики в російській літературі пройнята поезія молодого Олександра Пушкіна, Михайла Лермонтова, в польській — Адама Міцкевича, в угорській — Шандора Петефі, в німецькій — Генріха Гайне, у французькій — Віктора Гюґо.
Великим художнім відкриттям романтизму став історичний роман, основоположником якого був Вальтер Скотт. У романах Скотта, «шотландського чародія», як називали його сучасники, минуле ожило, заграло яскравими фарбами. У своїх романах «Айвенго», «Квентін Дорвард», «Роб Рой» та інших він геніально показав зв'язок долі окремої особи з історичною долею народу. Епоха романтизму відмічена багатьма блискучими витворами історичного жанру: Віктор Гюґо («Собор Паризької Богоматері», «93-й рік»), Александра Дюма («Королева Марго», «Три мушкетери») та інших. Молодий північноамериканський романтизм гідно представили романи Фенімора Купера («Останній з могікан», «Слідопит», «Звіробій»), знаменита «Пісня про Гаявату» Генрі Лонгфелло.

### Реалізм
У 40-ві роки XIX ст. впливовою течією стає реалізм. Його основою стали безпосереднє, живе і неупереджене сприйняття та правдиве відображення реальної дійсності. Як і романтизм, реалізм критикував дійсність, але при цьому він виходив з самої дійсності, в ній же і намагався виявити шляхи наближення до ідеалу. На відміну від романтичного героя, герой критичного реалізму може бути аристократом, каторжником, банкіром, поміщиком, дрібним чиновником, але він завжди — типовий герой у типових обставинах.
Серед видатних представників: Чарлз Діккенс, Вільям Теккерей, Стендаль, Оноре де Бальзак.
Найважливіша риса реалізму — психологізм, заглиблення через соціальний аналіз у внутрішній світ людини. Прикладом тут може служити «кар'єра» Жульєна Сореля з роману Стендаля «Червоне і чорне», який переживав трагічний конфлікт честолюбства і честі; психологічна драма Анни Кареніної з однойменного роману Лева Толстого, яка розривалася між почуттям і мораллю станового суспільства. Людський характер розкривається представниками критичного реалізму в органічному зв'язку з середовищем, з соціальними обставинами і життєвими колізіями. Головним жанром реалістичної літератури XIX ст. відповідно стає соціально-психологічний роман. Він найповніше відповідає завданню об'єктивного художнього відтворення дійсності.
Вершиною критичного реалізму стала творчість найвидатнішого французького романіста Оноре де Бальзака, автора циклу романів під загальною назвою «Людська комедія». Створивши 98 із задуманих ним 150 романів про життя сучасної йому Франції, Бальзак здійснив творчий подвиг, відобразивши характери і звичаї свого часу. Він не тільки дав широку і глибоко правдиву панораму життя його епохи, але й відкрив етичні істини, які мають загальнолюдське значення.
Блискучі зразки соціального роману дали Стендаль («Червоне і чорне»), Гюстав Флобер («Мадам Боварі»), Гі де Мопассан («Життя») у Франції, Чарлз Діккенс («Домбі й син», «Девід Копперфілд»), Вільям Теккерей («Ярмарок пихи») в Англії. У Російській імперії: Лев Толстой, Федір Достоєвський.

### Декаданс
У 80-ті роки XIX ст. кризові суспільні явища дістали своєрідне відображення в літературі. Заявила про себе нова течія, яка отримала назву декадентство, або декаданс (в перекладі з французького — занепад). У 1886–89 рр. у Парижі видавався журнал «Декадент», в якому друкувалися поети Шарль Бодлер, Артюр Рембо, Поль Верлен. Декаданс не був чимось єдиним і розпадався на ряд напрямів: натуралізм, символізм, проповідь «чистого мистецтва». Їх об'єднувала опозиція до загальноприйнятої «міщанської моралі», настрій безнадійності, втоми і відчаю, переконаності в занепаді і загибелі культури.
Ідейним главою і теоретиком натуралізму напряму став Еміль Золя, автор двадцятитомної епопеї «Ругон-Маккари», його послідовниками — брати Гонкури, Гергарт Гауптман. Вони підходили до життя як вчені-експериментатори і виходили з положення, що доля, воля і духовний світ людини повністю залежать від соціального середовища, побуту, спадковості і фізіології. У натуралізмі риси відвертого декадансу поєднувалися з соціально-критичними, демократичними і соціалістичними тенденціями.
Символізм як заперечення реалізму і натуралізму виник на переломі XIX і XX сторіччя, але коріння його заглиблюється в творчість великого французького поета Шарля Бодлера, який опублікував у 1857 поетичний збірник «Квіти зла», в якому туга за гармонією переплітається з визнанням непереборності зла, естетизацією пороків великого міста. Його епоха уявлялася йому пеклом на землі, в якому зло і пороки набули всесвітніх масштабів, де культура деградує, а духовність підвладна користі і підлості. Туга і страждання — тільки такі настрої може, на його думку, викликати хворе суспільство. Звідси — відхід від реалізму, символи-натяки, за допомогою яких ніби тільки і можливо емоційно та інтуїтивно осягнути «таємниці світу». Символізм виправдовує індивідуалізм і закликає «до повної свободи особистості». Його представники — Поль Верлен, Артюр Рембо, Моріс Метерлінк, Олександр Блок, Андрій Бєлий — стверджували, що пряме зображення реальності, побуту є недостатнім, воно лише ковзає по поверхні життя, не торкаючись його суті.
Близькі до символістів й представники напряму, які проповідували самоцінність художньої творчості, її незалежність від соціальних умов життя, від політики і суспільних рухів. Мабуть, найталановитішим представником цього напряму «мистецтва для мистецтва» на Заході можна вважати англійського письменника і поета Оскара Уайльда, який прославився романом «Портрет Доріана Грея».
Поряд зі згаданим історичним романом XIX ст. привнесло в літературу й інші нові жанри: детектив і фантастику. Біля джерел першого з них стоять Едгар По («Вбивство на вулиці Морг», «Золотий жук») і Артур Конан-Дойл, який першим увів до літератури нового героя — детектива-любителя. Родоначальниками жанру фантастики стали Жуль Верн і Герберт Веллс. Відбувається відособлення дитячої літератури.

## Образотворче мистецтво та архітектура Європи і США кінця XVIII— початку XX сторіччя
Новий соціальний статус мистецтва. У XIX ст. народився новий тип діяча мистецтва — «вільний художник». Цей термін стосується не лише малярів, а й усіх осіб творчої праці — скульпторів, музикантів, артистів. Майстер, який з часів Відродження працював за приватними замовленнями і був частиною прислуги аристократичного двору, тепер отримав можливість орієнтуватися на набагато ширшу й демократичнішу аудиторію. Самі діячі мистецтва набули тепер іншого соціального статусу, інтелектуального рівня, змінились психологічно і навіть зовні. Майстри мистецтв ставали інтелігенцією у сучасному розумінні цього слова. Їх відрізняла не тільки освіченість, відданість ідеалам мистецтва, внутрішня незалежність, але й розвинена громадянська самосвідомість. Для найкращих і найталановитіших з них вільнолюбність була не красивою фразою, а життєвим переконанням.
Однак поступово у суспільстві збільшувалася питома вага освіченого прошарку, попередника сучасного «середнього» класу. Такі люди починають заповнювати художні виставки, концерти, театри, музеї, бібліотеки, які стали доступними. Перед діячами культури виникає нове завдання — просвіщати публіку, впливати на її смаки. З'являються перші газети і журнали, присвячені мистецтву, а з ними неординарного значення набуває художня критика.
Завдяки розвитку засобів зв'язку всесвітні центри мистецтва — Париж, Рим, Відень — стали доступні творчим особистостям різних країн. Видатні ж композитори, виконавці, актори починають відвідувати країни Європи з гастролями.

### Образотворче мистецтво

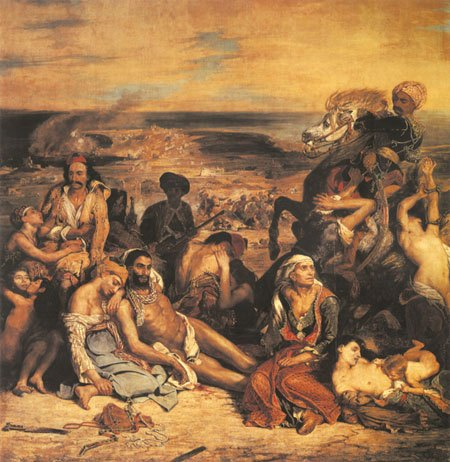
Ежен Делакруа. «Різанина на Хіосі». 1824

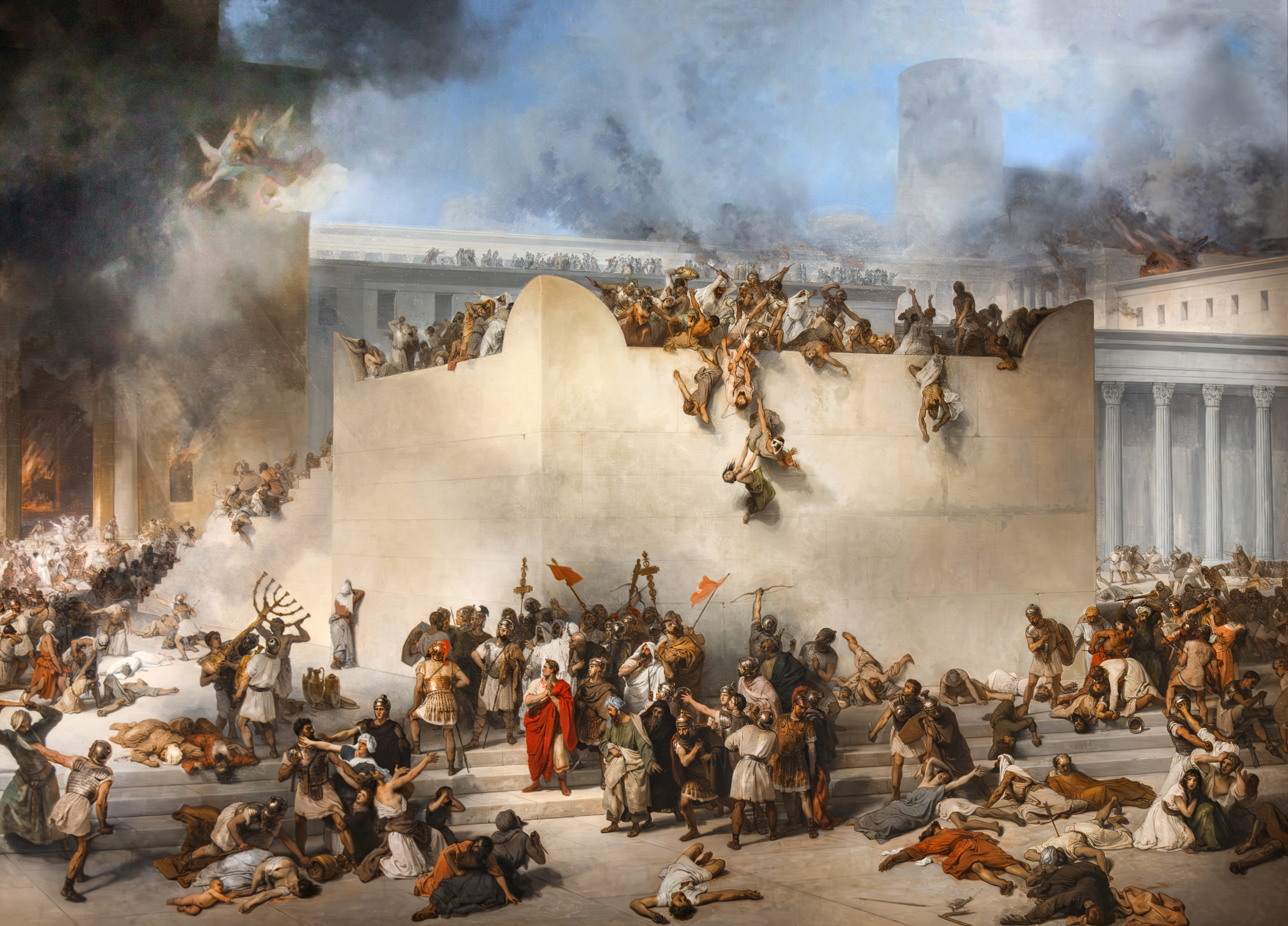
Франческо Айєц (Італія). Руйнація Єрусалимського храму. 1867

Ежен Делакруа. Свобода, що веде народ на барикади, (1830)

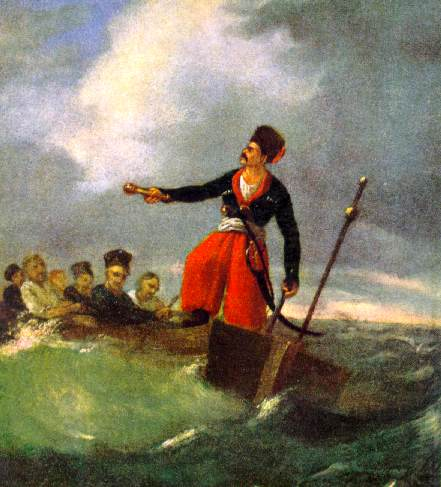
Шевченко. Гамалія. 1842

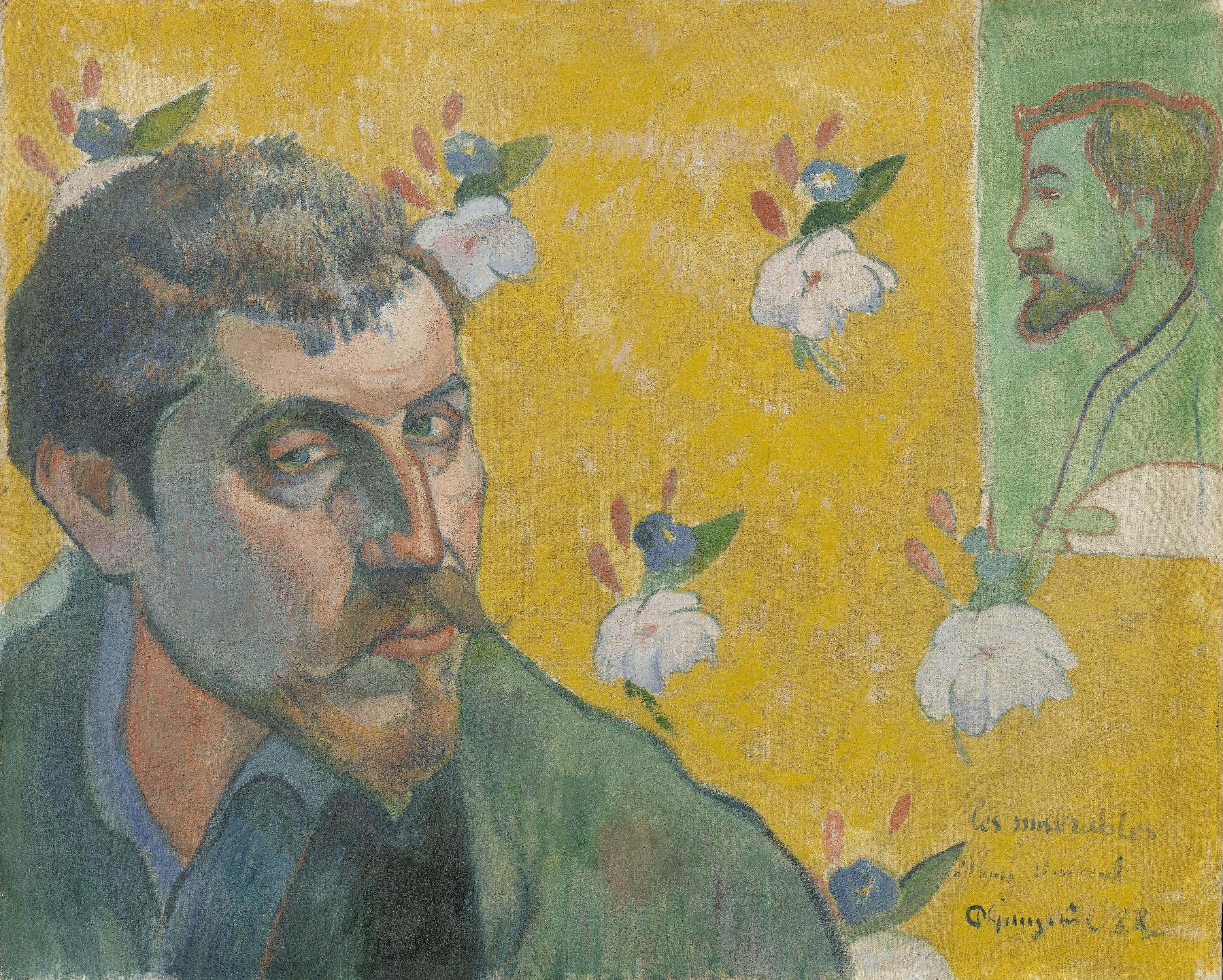
Ґоґін. Автопортрет. 1888

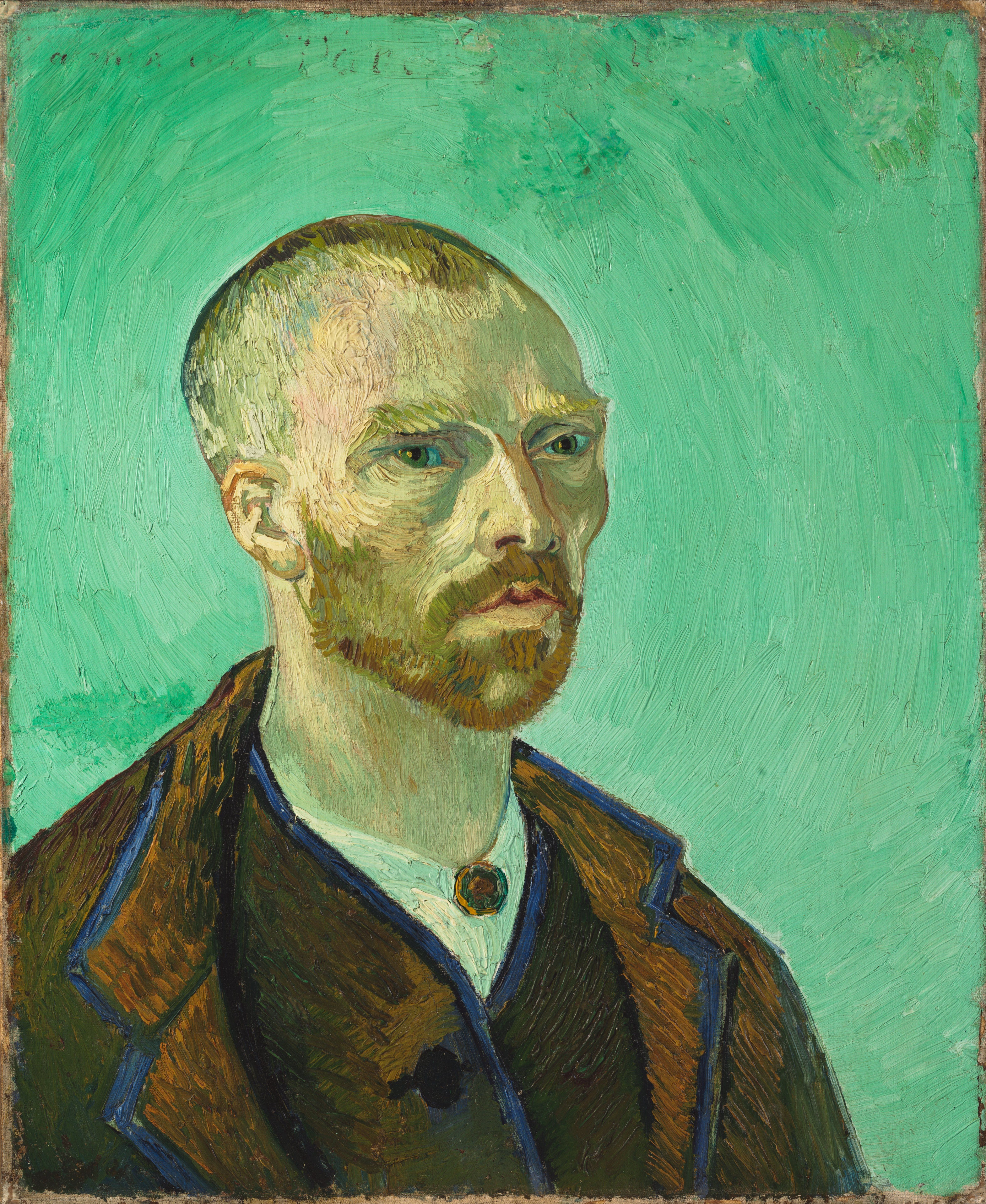
Ван Ґоґ. Автопортрет. 1888

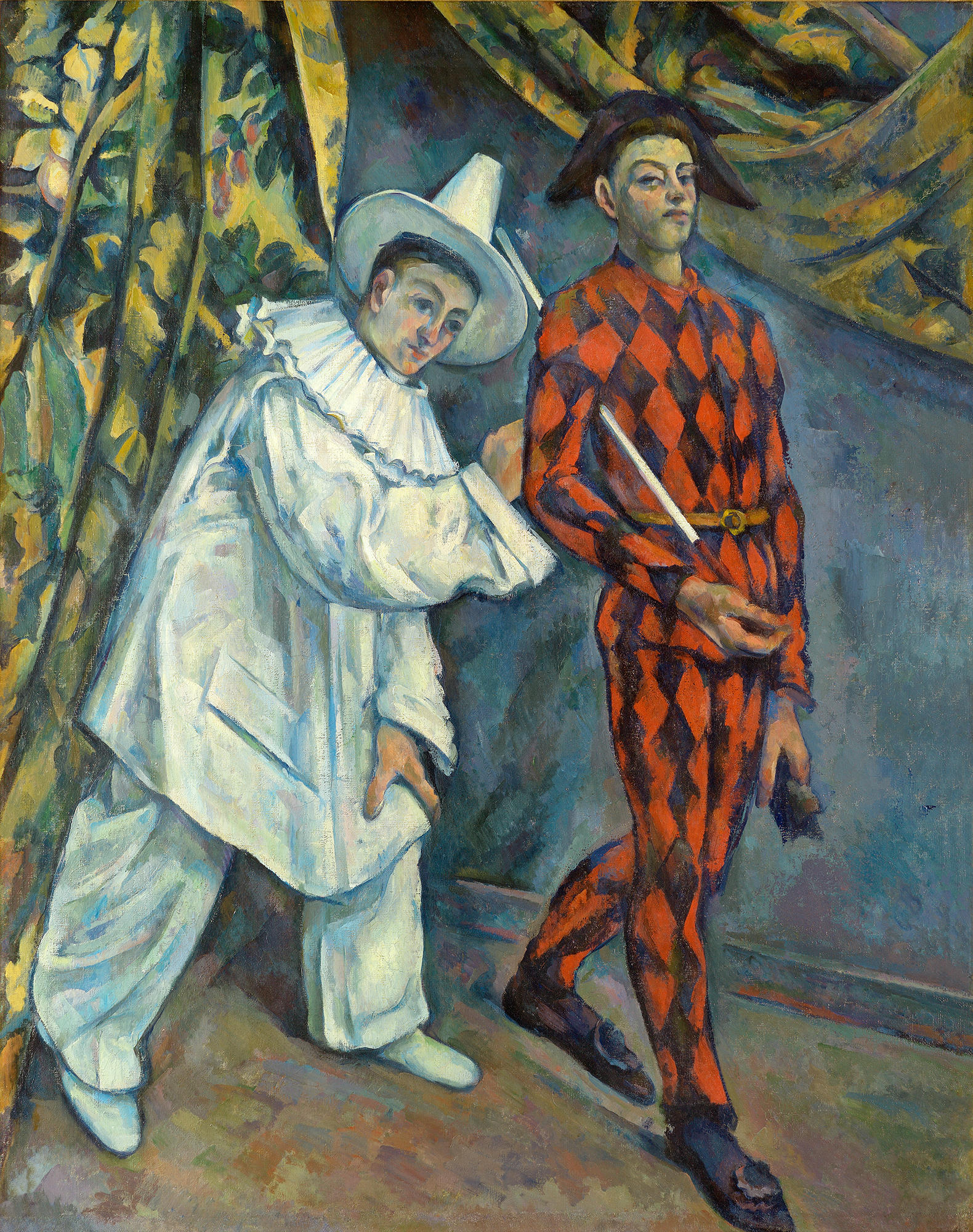
Поль Сезанн. Марді гра або П'єро та Арлекін. 1888

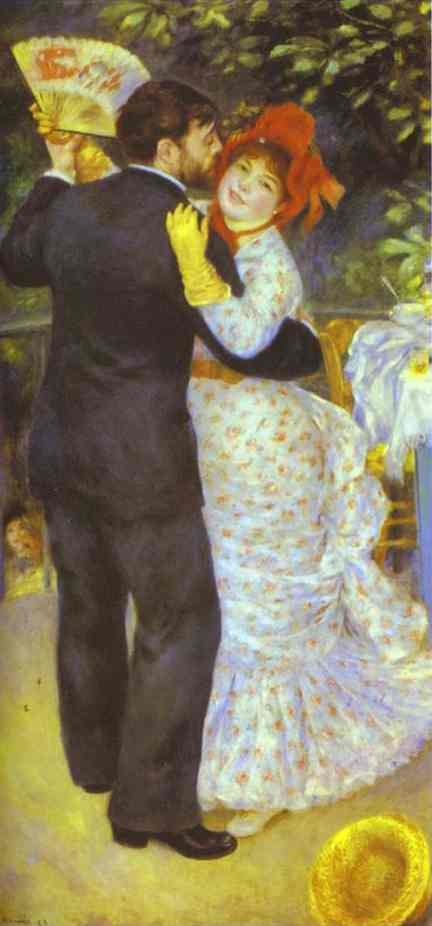
Ренуар. Танок в селі

В образотворчому мистецтві XIX ст. на перше місце висувається малярство. У ньому знайшли відображення і класицизм, і романтизм з реалізмом, і декаданс. Провідною країною в художньому житті Європи, як і в літературі, залишалася Франція.
У роки Великої французької революції та імперії Наполеона розцвів талант видатного представника класицизму Жака Луї Давида. У його творчості античні традиції, раціоналізм, властиві класицизму, органічно злилися з політичними реаліями, що дозволяє говорити про революційний характер творчості Давида. Як заклик до революційної боротьби проти деспотизму була сприйнята французькою громадськістю його картина на сюжет римської історії «Присяга Гораціїв» (1784 р.). Найкращим же твором Давида вважається картина «Смерть Марата» (1793 р.), написана під безпосереднім враженням від події. Трагізм сюжету, простота і лаконізм композиції, стриманість кольору і скульптурність — риси класицизму — роблять цю картину справжнім пам'ятником героям революції. У період правління Наполеона Давид написав декілька парадних портретів імператора (той призначив його «першим живописцем імперії»). Помер він в Бельгії, куди вимушений був емігрувати після реставрації монархії Бурбонів.
Класицизм, який трансформувався в академізм, тобто напрям, офіційно визнаний академіями мистецтв, проіснував усе XIX ст., але залишився на узбіччі магістральних шляхів розвитку образотворчого мистецтва.
Наймасштабнішою фігурою у живописі на рубежі XVIII—XIX ст. був іспанський художник і гравер Ф. Гойя, який повернув живопису своєї країни її минулу велич. Перші великі роботи його просякнуті любов'ю до життя, в них переважають світлі, веселі фарби. Але в 1792 р. Гойя важко захворів (він оглух і майже осліп), що позначилося і на творчості, зробивши її гостро трагічною. Гойєю створені приголомшливі картини про героїчну боротьбу іспанського народу проти французьких окупантів («Повстання 2 травня 1808 року в Мадриді», «Розстріл повстанців у ніч на 3 травня 1808 року»), серії офортів (гравюр на металі) «Капричос» («Фантазія, гра уяви»), «Діспаратес» («Божевілля»), " Лихоліття війни ". Ці серії відмічені найскладнішою образністю, багатим філософським підтекстом і справжнім новаторським баченням. Творчість Ф. Гойя мала величезне значення як для формування європейського романтизму, так і для становлення реалізму, з якими і пов'язані головні здобутки європейського живопису XIX ст.
Найзначнішим явищем романтизму виявився живопис Ежена Делакруа. У 1824 р. він виставляє в Салоні (щорічні виставки, які влаштовуються академією мистецтва у Квадратному салоні Лувра, звідки і походить назва як самих виставок, так і офіційно визнаного напряму в мистецтві — салонне мистецтво) свою картину «Різня на Хіосі», сюжетом якої послужив справжній епізод визвольної війни грецького народу проти турецьких поневолювачів, які вбили в 1821 р. на цьому острові понад 40 тисяч чоловік. Чітка громадянська позиція Делакруа, незвичайна свіжість живопису і життєвість образів викликали поляризацію думок серед глядачів і знавців — бурхливе захоплення з одного боку («Він — полум'яний геній!») і хвилю обурення з іншого («Це різня живопису»).
Найвідоміша картина Делакруа «Свобода на барикадах» також написана по слідах реальної події і викликала такі ж суперечки. Конкретному епізоду вуличних боїв революції 1830 р. художник надав символічного і тому позачасового звучання. Свободу на картині втілює француженка з трикольоровим революційним знаменом. Вона поривчасто обернулася до тих, кого кличе за собою на бій, і вся фігура її — героїчний порив. Слідом за нею грізною хвилею рухаються повстанці: майстрові і буржуа, дорослі і діти — символи основних сил революції. Колір, барвисті плями, їх гармонійна єдність стають основою живопису, кольором же створюється і певний настрій. Живописна система Е. Делакруа являла новий крок у розвитку образотворчого мистецтва.
Піднесення реалізму як художнього методу почалося у графіці. Велику роль зіграла тут творчість Оноре Дом'є, чиє мистецтво вважається спорідненим з реалізмом самого О. Бальзака. Дом'є завоював громадське визнання нещадною сатирою на «короля-буржуа» Луї Філіппа і правлячу верхівку Франції. Його карикатури друкувалися в періодичних виданнях і розповсюджувалися окремими відтисками. Коли літографія (різновид гравюри) «Ґарґантюа» — карикатура на Луї Філіппа, який заковтує золото і «віддає» навзамін ордени і чини — була виставлена у вітрині, біля неї збиралися натовпи народу. За неї художник був засуджений на 6 місяців в'язниці і великий штраф. У 1834 р. О. Дом'є створив найкращі свої літографії: «Законодавче черево», «Всі ми люди, обіймемось!», «Цього можна відпустити на волю». У них він дав колективний портрет палати депутатів, викрив бездарність, жадібність і жорстокість з лицемірством влади заможних. Він же створив зображення кривавої розправи влади з робітниками — «Вулиця Транснонен 15 квітня 1834 року», яке було пронизане глибоким трагізмом. Заборона в 1835 р. політичної карикатури змусила Дом'є обмежитися побутовою сатирою.
Позиції реалізму в живописі в середині сторіччя зміцнив Густав Курбе. Навколо його творчості і теоретичних робіт розгорнулися бурхливі суперечки. Так були сприйняті і «Каменярі», і «Похорон в Орнані». На першій картині фігури старого і молодого робітника, вся колірна гама полотна створюють враження сумного, безрадісного життя, заповненого одноманітною, втомливою працею. На іншій картині зображене «товариство» невеликого провінційного містечка Орнан — батьківщини художника — під час поховання на місцевому кладовищі. Контраст урочистості траурної церемонії і нікчемності людських пристрастей навіть перед обличчям смерті викликав і у критики, і у публіки бурю протестів, що зробило Курбе «знехтуваним»: в 1875 р. його картини не були прийняті на Всесвітню виставку. Тоді художник поруч з виставкою на свої власні кошти звів скромне приміщення, назвав його «Павільйон реалізму» і розмістив у ньому 40 робіт, зокрема програмну картину «Майстерня художника». У каталозі до виставки Курбе дав таке обґрунтування принципів реалізму в мистецтві: «Бути спроможним виразити звичаї, ідеї, обличчя епохи… бути не тільки художником, але й людиною, одним словом — творити живе мистецтво — таким є моє завдання». Він став членом Паризької комуни, а після її розгрому був вимушений емігрувати до Швейцарії.
Жанр тематичної картини, написаної на сучасному матеріалі, стає основним у художників-реалістів, розвиваються також пейзаж і портрет.
У другій половині XIX ст. центр реалістичного напряму в образотворчому мистецтві перемістився із Франції до Росії. Величезний внесок у нього зробили російські «передвижники» — учасники демократичного об'єднання «Товариства пересувних художніх виставок», створеного в 1871 р. І. М. Крамськой, І. Є. Рєпін, В. І. Суриков, В. Г. Перов, О. К. Саврасов, І. І. Шишкін, І. І. Левітан, А. І. Куїнджі збагатили образотворче реалістичне мистецтво психологізмом, майстерністю соціального узагальнення і поетизацією рідної природи.
В останній третині сторіччя на грані реалізму і декадансу з'являється новий напрям — імпресіонізм (від французького «імпресіон» — враження). Імпресіонізм зайняв в історії мистецтва місце, яке дорівнює цілим живописним епохам, хоча сам рух охопив лише 12 років і 8 виставок.

Мадам Мане (Сюзанна Леенхоф) на блакитній софі, Лувр, Париж.

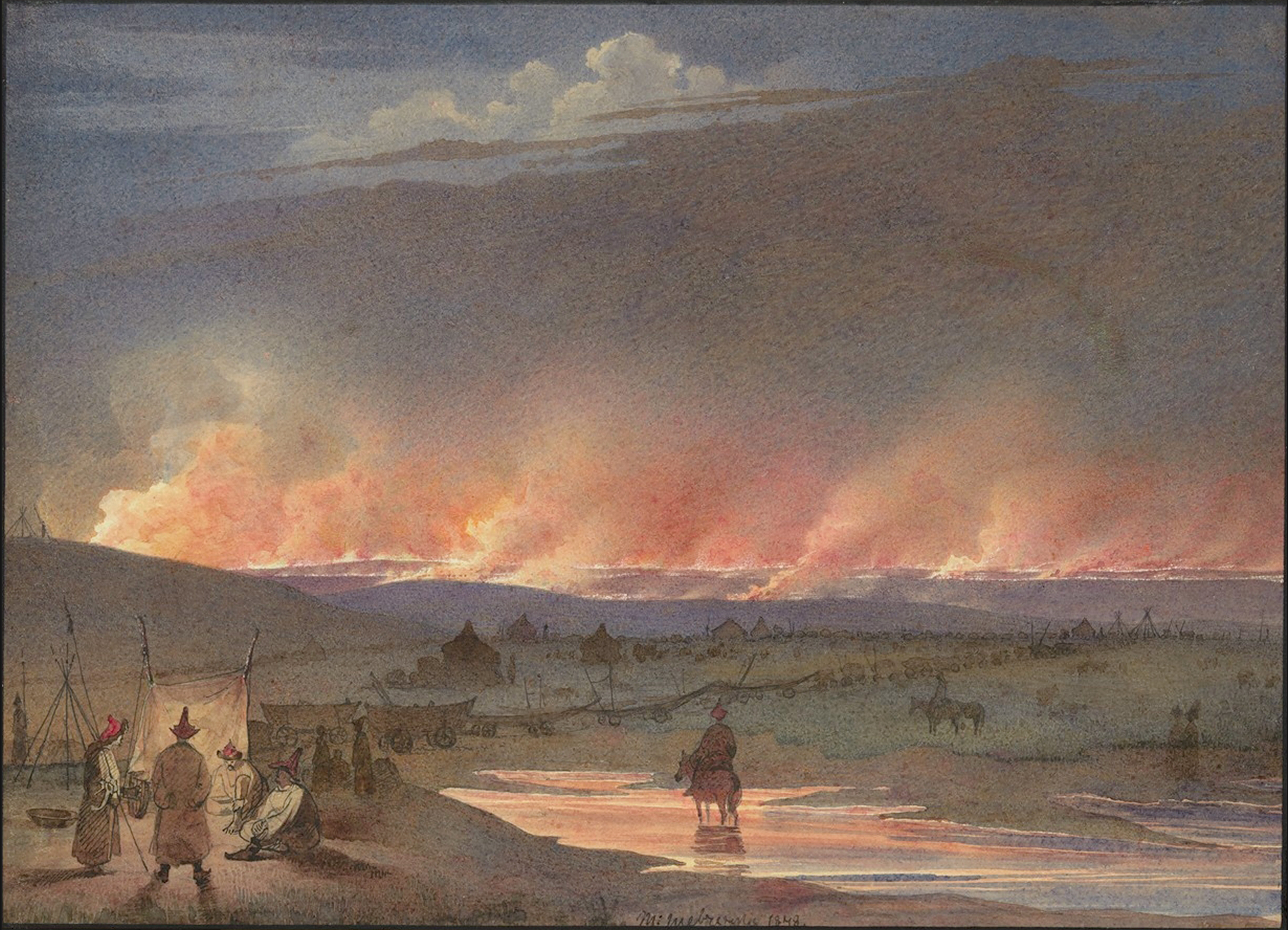
Шевченко. Пожежа у степу. 1848

Точкою відліку послужила творчість Едуара Мане. Його картини «Сніданок на траві» й «Олімпія» стали подією і вплинули на становлення майбутніх імпресіоністів, але сам художник офіційно до руху не прилучився. За рік до смерті в 1882 р. він написав одну з найбільш довершених своїх картин — Бар «Фолі-Бержер» .
Як ансамбль художників, які захищають спільні цілі в мистецтві, імпресіонізм заявив про себе у 1874 р., коли група молодих живописців влаштувала виставку своїх картин в одному з паризьких фотоательє. До цієї групи належали: Моне Клод, П'єр-Оґюст Ренуар, Каміль Піссарро, Сіслей Альфред, Деґа Едґар, Морізо Берту. Назва представленого на виставці пейзажу Клода Моне «Враження. Схід сонця» і дало назву творчості цих художників.
Імпресіоністи запропонували нове бачення світу і нові принципи малярства. Вони сприймали навколишню дійсність як нескінченну зміну вражень. Картина стає немовби окремим кадром, фрагментом рухомого світу (в цьому відчувається вплив нового тоді технічного досягнення — фотографії). З'явилася свіжість і безпосередність в зображенні повсякденного життя сучасного міста, його пейзажів, вигляду, побуту і розваг його мешканців. Найважливішим правилом імпресіоністів стала робота на відкритому повітрі — на пленері, завдяки чому у своїх пейзажах їм вдалося створити відчуття виблискуючого сонячного світла, багатства фарб природи, передати рух повітря.
Імпресіоністи ввели і нову живописну техніку, відмовилися від змішаних кольорів, почали писати чистими яскравими фарбами, густо наносячи їх окремими мазками (при сприйнятті, оптично змішуючись, для глядача вони давали потрібний тон).
Малярське завоювання імпресіоністів стало основою творчості і було підняте на нову висоту постімпресіоністами — так умовно називають художників, розквіт творчості яких настав після і на основі досягнень імпресіонізму. Це були Поль Сезанн, Вінсент Ван Гог, Поль Гоген. Вони вже не були однодумцями, але кожний з них шукав художні засоби і можливості для створення нового мистецтва, для пізнання не зовнішньої, а істинної суті речей. Не знайшовши гармонії в сучасному суспільстві, художники звернулися до природи, але прагнули відобразити вже не мить, а вічність. Творчість Сезанна, Ван Гога і Гогена справила великий вплив на весь подальший розвиток художньої культури.

### Скульптура

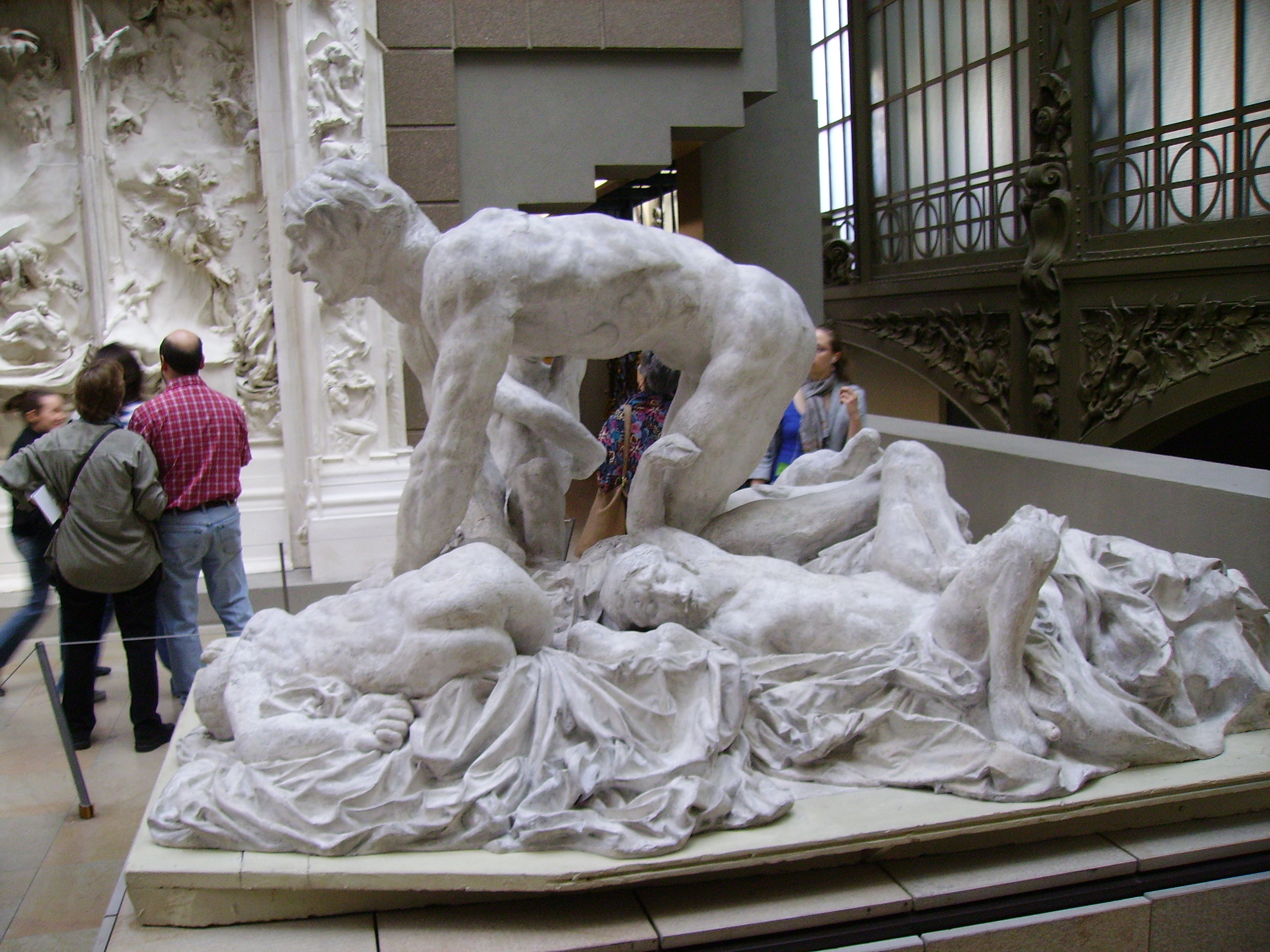
Огюст Роден. Уголіно у пеклі (Божествена комедія Данте)

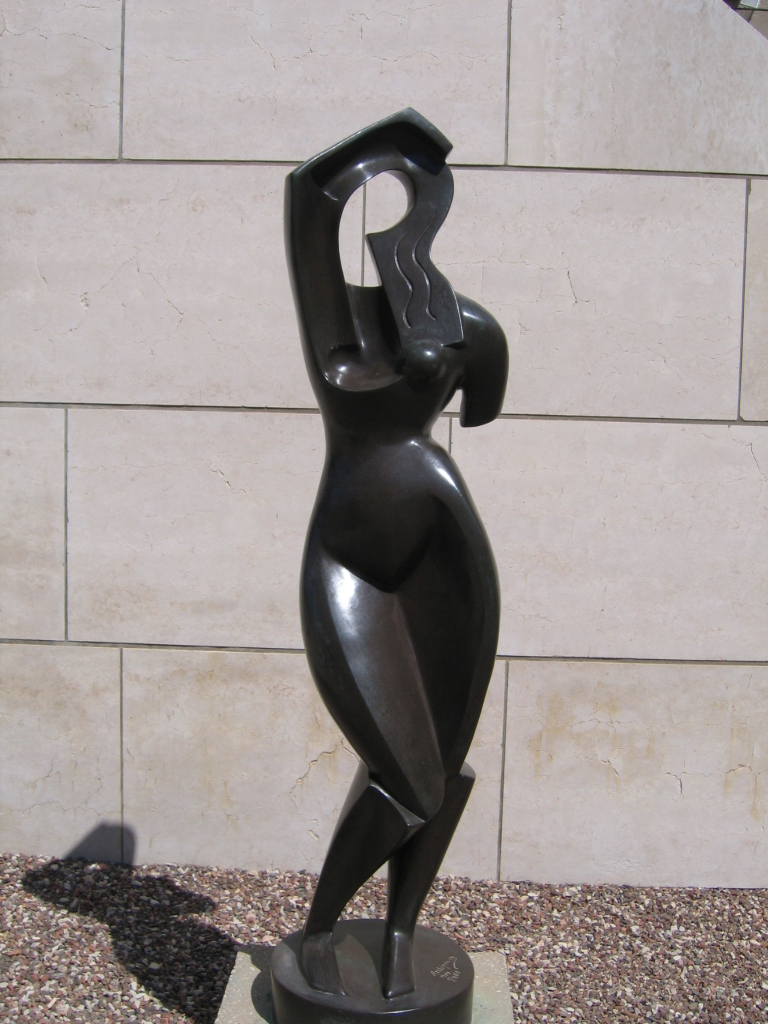
Архипенко. Жінка, що розчісує волосся. 1914

Європейська скульптура на початку XIX ст. зазнала короткого періоду піднесення, пов'язаного з творчістю італійського скульптора Антоніо Канови і данського — Бертеля Торвальдсена, представників класицизму в скульптурі. Особистою сторінкою в скульптурі початку 19 ст. була творчість Франсуа Рюда (1784—1855). Його «Марсельєза», що прикрасила пілон Триумфальної арки в Парижі — серед найкращих творів доби. Але вже в 20-ті роки піднесення змінилося занепадом і застоєм. Романтизм привніс у скульптуру інтерес до особистості — у всіх європейських столицях встановлюються численні пам'ятники великим людям як минулого, так і теперішнього часу. Але загалом скульптура, яка майже повністю залежала від офіційних смаків, значно відставала від малярства. Повернув скульптурі її високе призначення в кінці століття великий французький майстер Оґюст Роден, який став всесвітньо відомим ще за життя. Його мистецтво являє собою сплав різних тенденцій. Група «Громадяни міста Кале» є вищим досягненням реалістичної скульптури, в «Мислителі» можна відчути спорідненість з символізмом, а такі поетичні роботи, як «Поцілунок», «Вічна весна», зближують його з імпресіоністами.

### Архітектура

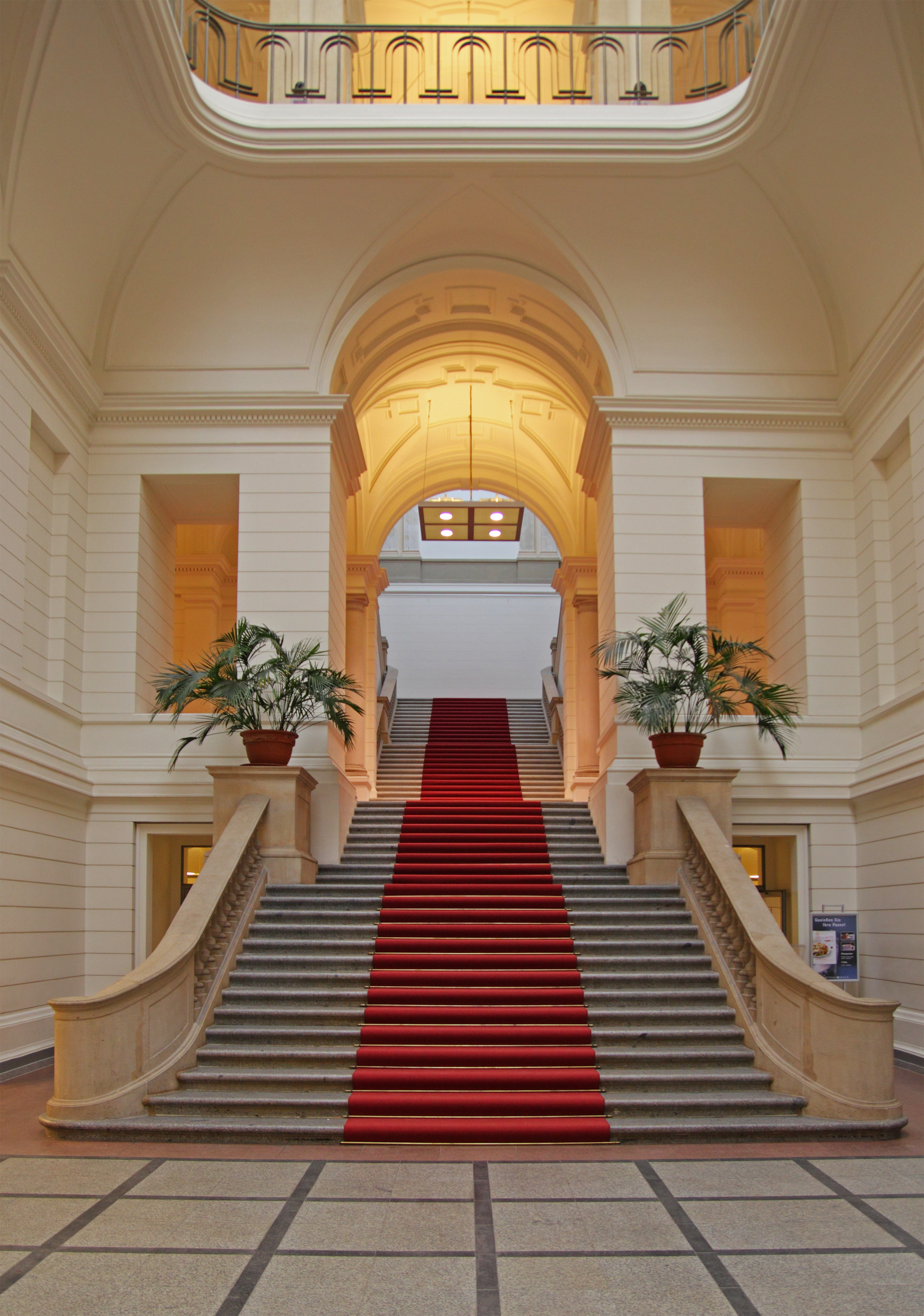
Прусський ляндтаґ — вирішення у переосмисленні класичної спадщини

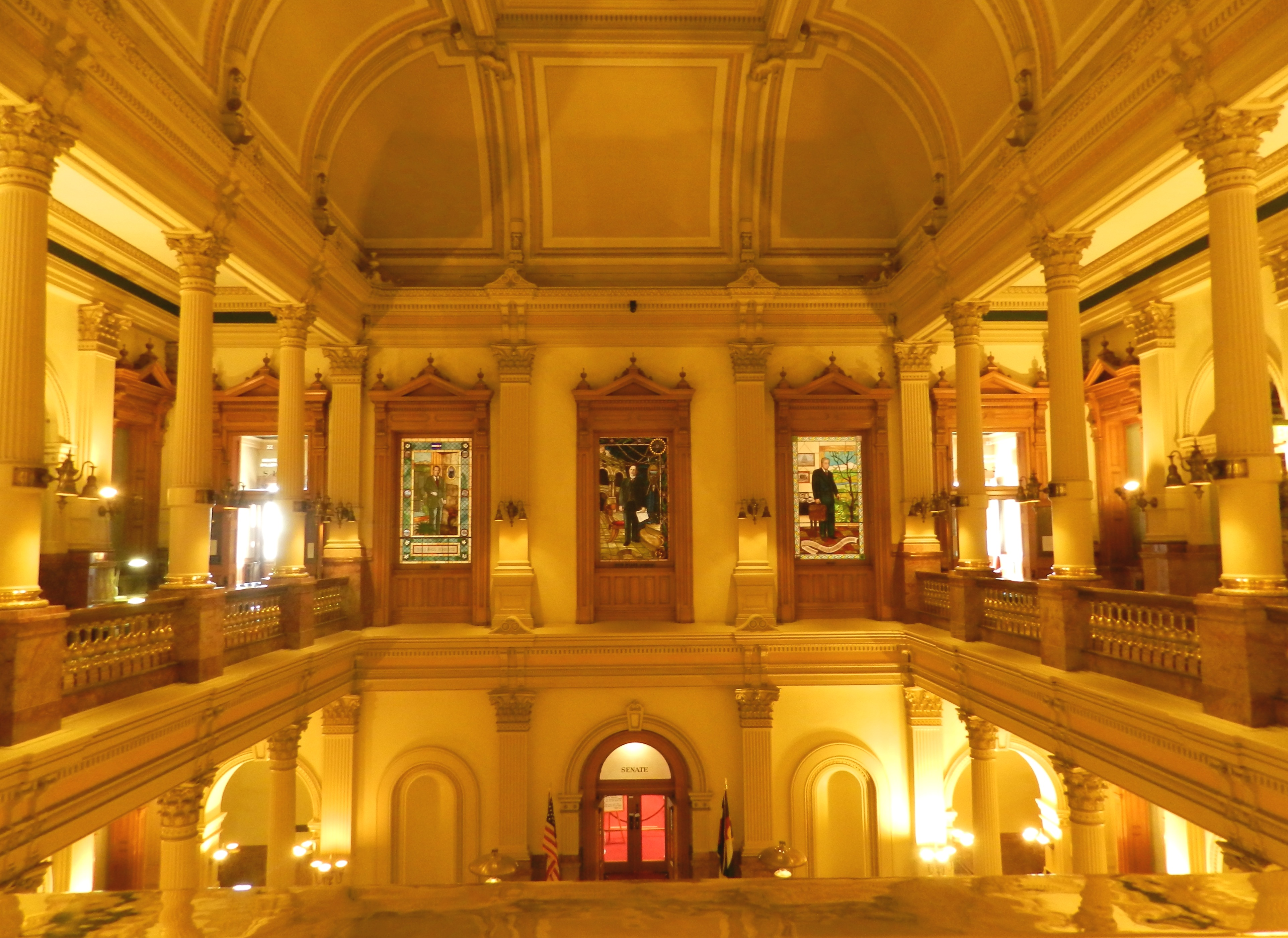
Неогрецький стиль. Капітолій Колорадо

Архітектура першої половини XIX століття пережила свій розквіт у межах класицизму. У цей час у Парижі, Лондоні, Берліні, Санкт-Петербурзі з'являються численні архітектурні ансамблі, які додали головним європейським столицям характерного вигляду.
У роки правління Наполеона у Франції склався стиль ампір (від французького імперія), який став продовженням і одночасно завершенням класицизму 18 століття. Будівлі і споруди в стилі ампір відрізнялися монументальністю й урочистістю, часто вони прикрашалися військовою атрибутикою. Ці будівлі були покликані прославляти перемоги Наполеона: Вандомська колона, споруджена за зразком давньоримського стовпа імператора Траяна, Тріумфальна арка (архітектор Ф. Шальгрен) — найкращий зразок стилю ампір. Завдяки своїм колосальним розмірам (майже 50 м висотою, близько 45 м шириною) і розташуванню на пагорбі на перетині дванадцяти великих вулиць, арка прекрасно проглядається з різних частин французької столиці. Її прикрашає уславлена скульптурна композиція — рельєф Ф. Рюда «Марсельєза». Тріумфальна арка стала одним з символів Парижа.
З Франції класицизм і його різновид ампір поширилися у Росії, де досягли вершини в архітектурі Петербурга.
Образ міста на Неві склався саме в кінці 18 та у першій половині XIX ст., коли виникли основні його обриси у формі тризубця (хоча й за планами 18 століття) та численні комплекси: Васильєвського острову (архітектор Тома де Томон), Адміралтейства (арх. А. Захаров) та Казанського собору (арх. А. Н. Вороніхін).
Вищим здобутком класицизму в Росії стали роботи зодчого К. Россі, який завершив створення ансамблів Палацової площі дугою й аркою будівлі Головного штабу і Сенатської площі — будовами Сенату і Синоду. В другій чверті сторіччя в Петербурзі був побудований за проектом архітектора О. Монферрана грандіозний Ісаакіївський собор.

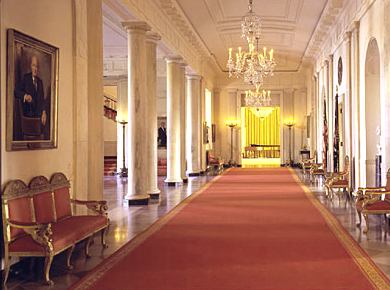
Білий Дім, США. Інтер'єр

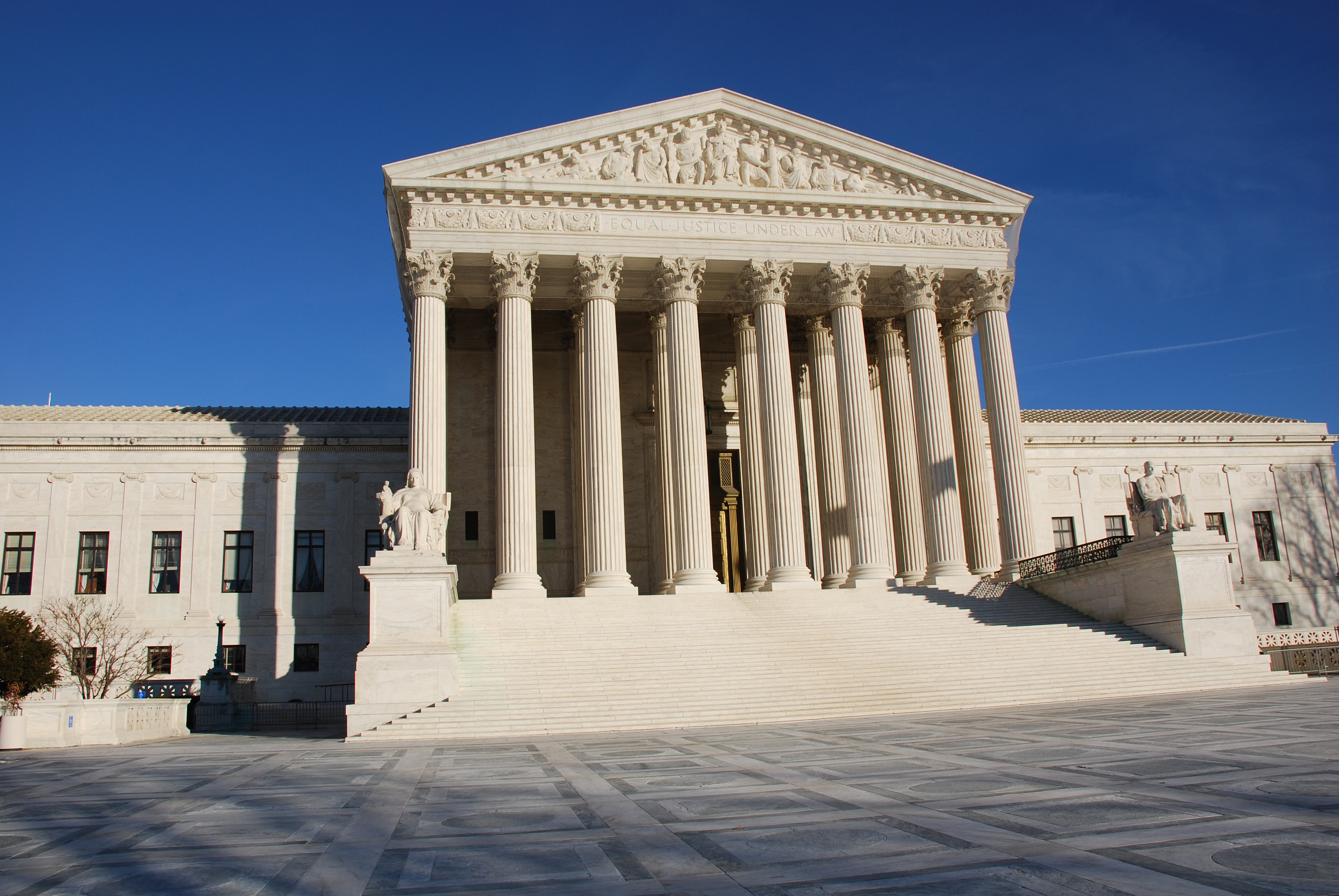
Верховний суд США

Завдяки посередництву французьких містобудівників класицизм став поширюватися навіть у США, де став першим національним стилем під назвою «грецьке відродження». У цьому стилі в Вашингтоні був зведений Капітолій — будівля конгресу США, і Білий дім — резиденція президентів, деякі приватні садиби.

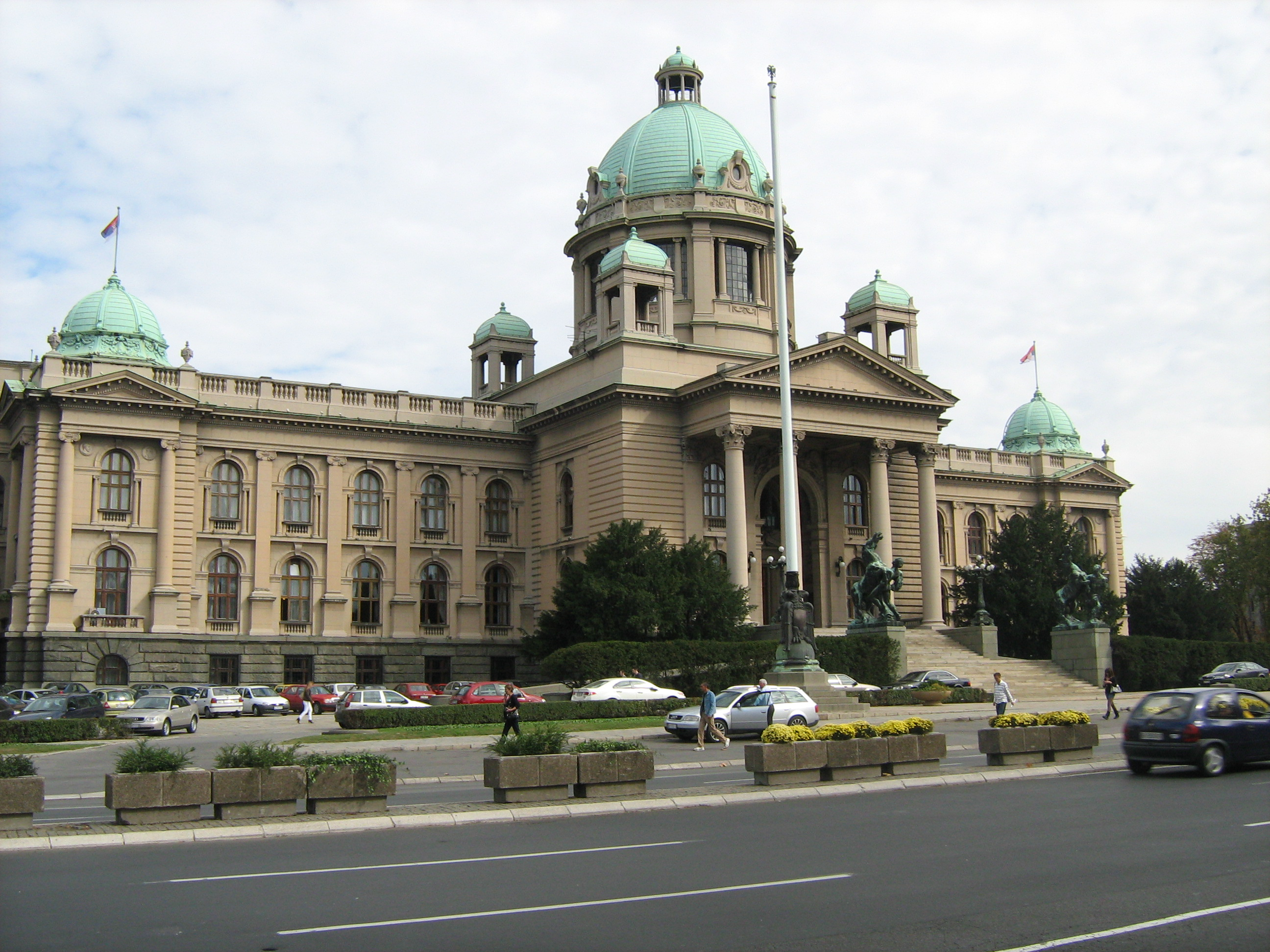
Скупщина Сербії. Еклектика бароко, класицизму

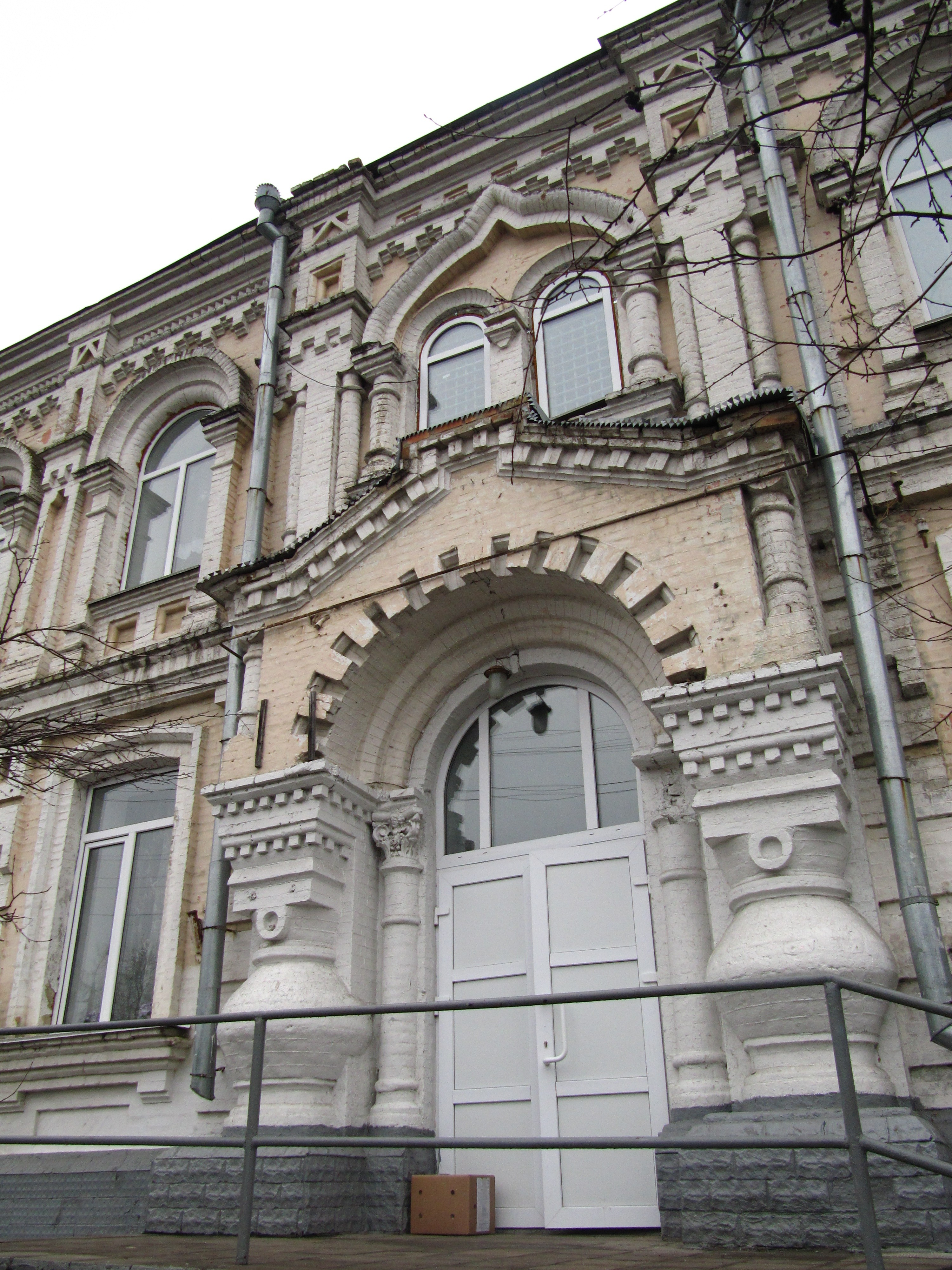
Псевдоруський стиль. Васильків

Що ж до романтизму, то він не створив власної школи архітектури, хоч його вплив вельми помітний у декількох «історичних стилях»: неоготиці, неоренесансі, романсько-візантійському стилі, необароко, які набули поширення в першій половині сторіччя. У неоготичному стилі побудований ансамбль англійського парламенту в Лондоні, вплив візантійського стилю відчувається в куполах знаменитої паризької церкви Сакре-Кер, в неоруському стилі (будівлі, споруджені в цьому стилі, містять риси, які беруть початок у давньоруській архітектурі, орнаменти, які запозичені з народної вишивки або відтворюють у камені різьблення по дереву) зведені будівлі, які остаточно оформили Красну площу у Москві, — Історичний музей і Верхні торгові ряди (нині — ГУМ).
До середини XIX ст. відкритим у світовій архітектурі залишалося питання про новий стиль. Звернення до старовини підготувало появу еклектизму (від грецького «еклектикос» — той, що вибирає) — архітектурної практики, основаної на змішуванні різних стилів. Еклектизм був, з одного боку, відображенням вульгарних смаків, а з іншого — вираженням певних світоглядних поглядів європейця тих часів, який вважав свою цивілізацію зразковою, свою епоху — вершиною історії і не сумнівався, що має право як завгодно використовувати спадщину інших століть і культур. Прикладом таких споруд можуть служити будівля паризького театру «Опера Гарньє» і помпезний берлінський рейхстаг.
Міцніючий капіталізм і технічний прогрес поставили нові завдання перед архітектурою і особливо містобудуванням. Бурхливо росли міста, в яких з'явилися нові типи будівель: заводи, фабрики, вокзали, універсальні магазини, виставкові павільйони, нові типи видовищних споруд (цирки, театри). Поряд з будинками заможних людей будувалися багатоповерхові доходні будинки з квартирами, які здавалися унайм, бараки і казарми для робітників. З'явився міський громадський транспорт.
Першим містом, яке зазнало масштабної перебудови став Париж. Незабаром після революції 1848 р. почалася реконструкція міста вузьких заплутаних середньовічних вуличок, зручних для будівництва барикад, у місто широких прямих авеню і кільцевих бульварів, які згодом стали знаменитими. Вони зв'язали центр і передмістя в єдине ціле. Незабаром за зразком французької столиці стали перебудовуватися Берлін, Відень та інші європейські столиці. Невід'ємною їх частиною стають громадські парки.
Значно просунулася будівельна техніка, стали широко застосовуватися нові матеріали (чавун, сталь, в кінці століття — залізобетон) і нові прийоми та методи будівництва. Але конструкції, створені на основі промислової технології, вважалися дуже грубими і негідними стати основою нового архітектурного стилю. Їх використовували поки що тільки при будівництві мостів, вокзалів, критих ринків, у спорудах всесвітніх промислових виставок. Першим прикладом застосування збірних конструкцій в будівництві став «Кришталевий палац» у Лондоні, споруджений для першої Всесвітньої промислової виставки 1851 р. Унікальною для XIX ст. спорудою була Ейфелева вежа у Парижі — висотна інженерно-технічна споруда, яка складається з ґратчастих металевих конструкцій без використання зварювання, це клепані деталі. І все ж головна маса будівель продовжувала оформлятися у традиційних архітектурних формах. Таким чином, на кінець XIX ст. між технічною і художньою сторонами архітектури виникають своєрідні «ножиці», які з плином часу стали розходитися все більше і більше. Спроба подолати це розходження була зроблена новим декоративним напрямом в архітектурі, який отримав назву модерн (французькою — «сучасний»). Представники цього стилю в архітектурі використали нові технічні і конструктивні засоби, вільне, частіше асиметричне планування і сучасні матеріали в обробці фасадів і інтер'єрів будівель (кераміка, поливні кахлі) для створення незвичайних, підкреслено індивідуалізованих будівель і споруд.
У межах модерну кінця XIX ст. у США виникла так звана чиказька школа архітектури, найпомітнішою фігурою якої став Луїс Саллівен, який запропонував тип висотної офісної будівлі з мінімумом декору — хмарочос. Хмарочос — потворна форма в архітектурі США, викликана шаленими цінами на землі в престижних районах міст Чикаго, потім Нью-Йорку. Хмарочоси сильно контрастували з так званою провінційною «одноповерховою Америкою», якою довго ще залишалась масова забудова усіх штатів. Модерн, так би мовити, завершив творчі пошуки будівельників XIX ст. і став сходинкою до архітектури сторіччя ХХ-го.

## Музика, театр. Народження кіно

### Музика
«Нова ера в музиці» починається на рубежі епох класицизму й романтизму. Пов'язана вона з титанічною творчістю Людвіга ван Бетховена. Вона охопила мало не всі форми і жанри музики, загальновизнаною ж вершиною стали дев'ять симфоній, кожна з яких — це цілий художній світ. Сучасник Французької революції, палко захоплений її першими кроками, рішучий противник бонапартизму, музикант філософського складу, який нескінченно розширив виразні засоби музики, композитор трагічного світовідчуття, Бетховен був оцінений і піднятий на щит романтиками, хоч сам він розходився з їх естетичними переконаннями. У Бетховені втілилися найкращі риси всієї музичної культури, яка передувала йому, і разом з тим його творчість — поворотний пункт у музиці.
Що ж до романтичного напряму, то він виявився на рідкість багатим видатними обдарованнями. Франц Шуберт і Роберт Шуман, Гектор Берліоз і Ріхард Ваґнер, Ференц Ліст і Фридерик Шопен, багато інших композиторів — гордість національних культур і всієї світової музичної культури. З романтизмом у музику прийшли емоційна виразність, фантастична вигадка, казково-поетична образність, нерідко запозичена з фольклору. Найяскравіше явище в музиці романтизму — панування лірико-психологічного начала. Суть кожного музичного романтичного твору — «лірична сповідь». Саме тому найважливішого значення набули різні малі форми, які наповнилися серйозним і глибоким змістом — фортепіанна п'єса, інструментальна мініатюра, романс (Шуман, Шопен, Ліст). Нові тенденції вплинули і на симфонізм (Берліоз, Ліст).
Музика стала активніше, ніж раніше, взаємодіяти з літературою. Це зумовило появу програмних музичних творів, в назву або основу яких було покладено літературний твір. «Оновлення музики через зв'язок із поезією», — так сформулював цю ситуацію Ліст. Наприклад, творець програмних симфоній французький композитор Гектор Берліоз давав своїм творам такі назви: «Фантастична симфонія», «Траурно-тріумфальна симфонія», «Гарольд в Італії» (за поемою Байрона), «Ромео і Джульєтта» (за трагедією Шекспіра). Безліч музичних творів пов'язана з «Фаустом» Ґете: "Сцени з «Фауста» Шумана, «Перша Вальпургієва ніч» Мендельсона, «Засудження Фауста» Берліоза, опера «Фауст» Гуно.
Розширюється музична освіта, відкриваються консерваторії, з'являються музичні газети і журнали, цілі музичні видавництва. Велику роль у пропаганді серйозної музики відіграла просвітницька діяльність самих композиторів XIX ст. Вони нерідко виступали зі словом про музику, пояснюючи її зміст, прагнучи залучити до неї якомога більше число слухачів. Статті і книги Р. Шумана, Г. Берліоза, Ф. Ліста, Р. Вагнера допомагають і сьогодні розібратися у складному світі музичних ідей.
Багато нового виникло і в музичних театрах Європи. На цей час опера давно встигла увійти у масову свідомість європейців. Але новаторство в цьому жанрі зустрічало значні труднощі: величезні кошти, необхідні для постановки будь-якої опери, рутина, що глибоко врослася в середовище виконавців, ризик невдачі виконання у непідготовленій авдиторії. Справжнім реформатором оперного мистецтва виступив німецький композитор Ріхард Ваґнер — творець опери-драми, в якій здійснив синтез філософсько-поетичного і музичного начал (героїчна опера-сага «Кільце Нібелунгів»). Музичний театр Ваґнера і його наступників Верді, Мусоргського й Чайковського, Гуно та Бізе ознаменував собою вершину розвитку опери XIX ст. Опери «Трубадур», «Аїда», «Травіата», «Ріголетто», «Дон Карлос», «Отелло» Дж. Верді, «Фауст», «Ромео і Джульєтта» Ш. Гуно, «Кармен» Ж. Бізе, «Чіо-Чіо-Сан», «Богема» і «Тоска» Д. Пуччіні, «Євгеній Онєгін» і «Винова краля» П. І. Чайковського, «Князь Ігор» О. П. Бородіна, «Борис Годунов» М. П. Мусоргського та інші опери XIX ст. майже повністю формують репертуар сучасних оперних театрів.
Музика XIX ст. невіддільна від балету, причому балету класичного. У добу романтизму склалися сприятливі умови для розвитку балетного мистецтва. Романтизм привніс у нього єдність музики, драматичної дії та танцю. У цей час виробився новий танцювальний стиль, заснований на легкому та надзвичайно пластичному польоті рухів та техніці танцю на пальцях (Марія Тальоні — перша балерина, яка стала на пуанти). Хореографами романтичних балетів були Ф. Тальоні, Ж. Перро, Ж. Кораллі, Ж. Мазільє та інші. Реформу балету здійснив композитор П. І. Чайковський. У нього музика з допоміжного елементу перетворилася на головний стрижень спектаклю, збагативши його сюжет і задаючи зміст хореографії. «Лебедине озеро», «Спляча красуня», «Лускунчик», поставлені чудовим хореографом Маріусом Петіпа, стали перлиною світової культури. Чайковський же став першим російським композитором, який здобув європейське і світове визнання.
Справжнім тріумфом російського оперно-балетного мистецтва на світовій сцені стали знамениті «Російські сезони» в Парижі, які з 1909 р. щорічно влаштовував російський театральний діяч С. П. Дягілєв.
XIX ст. дало початок і музично-сценічним жанрам, головною рисою яких стала розважальність. Оперета — веселий спектакль, де музичні номери чергуються з дотепними діалогами, перемежовуються репліками героїв. Вивели цей жанр на рівень справжнього мистецтва оперети Жака Офенбаха та Іоганна Штрауса-сина, останній прославився ще й як «король вальсу». Втіленням нового смаку минулого сторіччя стала й естрада — різного роду ревю та шоу, музика численних ресторанів і кабаре, символом якої став канкан.
Якщо нижня хронологічна межа «музичного XIX сторіччя» ясно окреслена Французькою революцією, то його верхній рубіж вимальовується далеко не так чітко. Так, наприклад, Шоста симфонія П. І. Чайковського — вершина художніх устремлінь «лірико-психологічної епохи» у сфері інструментальної музики — буквально збігається за часом із «Післяполудневим відпочинком фавна» Клода Дебюссі, який відкрив епоху імпресіонізму в музиці. Перше виконання «Прометея» О. М. Скрябіна зі світловим оформленням — квінтесенція грандіозних філософських концепцій минулого сторіччя — випередило лише на чотири роки балет Д. Мійо «Бик на даху» — втілений виклик піднесеному в мистецтві й уславлення веселощів низів. С. В. Рахманінов, чия творчість спиралася на романтичні традиції, був ровесником А. Шенберґа, родоначальника атональної музики.

### Театр
У XIX ст. народився якісно новий драматичний театр. Вільна конкуренція покликала до життя численні приватні театри, столичні і провінційні, які орієнтувалися на масового глядача. Такими були паризькі «театри бульварів», «малі» театри Великого Лондона. Багато з них розорялися, але окремі ставали центрами демократичної театральної культури.
З утвердженням романтизму в репертуарі театрів сталися корінні зміни. П'єси Віктора Гюґо, Александр Дюма, Проспера Меріме у Франції, Л. Тіка в Німеччині, Джорджа Байрона і Персі Біші Шеллі в Англії брали гору над традиційним репертуаром класицизму. Крім того, нарівні з постановками нових романтичних п'єс зіграло свою роль і переосмислення в романтичному дусі п'єс Вільяма Шекспіра, Фрідріха Шіллера та Йогана Вольфганга Ґете.
Романтичний театр надзвичайно збільшив силу впливу на глядача, в чому була величезна заслуга цілого покоління чудових акторів. Вони принесли на сцену вільну мову замість пануючої раніше мелодекламації, схвильований виразний жест замість статичних поз. У Франції блискуче виступали Марк Дорваль, Фредерік Леметр і Еліза Рашель. Вражаючою життєвістю і реалізмом відзначалася гра легендарної Сари Бернар. У Лондоні на сцені володарював Едмунд Кін — актор, в мистецтві якого відчувалася глибока духовна близькість з Байроном. Серед його сценічних робіт найбільша слава випала на його романтичне трактування образів Гамлета і Отелло. Він був легендою за життя, легендою стала і його смерть на сцені.
Однак поступово головною фігурою в театрі стає не актор, навіть найгеніальніший, а режисер, який створював художньо цілісні твори на сцені. Він повинен був не тільки відпрацьовувати мізансцени з акторами, але й співпрацювати з музикантами і художниками-оформлювачами. З таких режисерів в той час виділявся Людвіг Кронек зі знаменитого німецького Мейнінгенського театру. У своїх постановках він прагнув до ансамблевості у постановці п'єс, тобто єдності, узгодженості акторської гри, історичної правдивості декорацій, ретельної продуманості світлових і звукових ефектів. Особливо жвавими і різноманітними були у нього масові сцени. Театр все більше стає синтетичним видом мистецтва.
Що ж до зачинателя сучасного нам «режисерського» театру, то ним вважається Антуан Анре, який створив у Парижі в 1887 «Вільний театр» — власне студійний, напівзакритий, відвідувати який могли лише особи, які купили абонементи на весь сезон. Це дозволяло режисеру обійти цензуру і відкривало більше можливостей для вибору п'єс для театрального репертуару. Він боровся за правдивий показ на сцені сучасного життя. Найповніше нові принципи в театральному мистецтві втілилися у творчості створеного в 1898 Московського художнього театру — дітища Костянтина Станіславського, Володимира Немировича-Данченка, Антона Чехова.

### Кіно
У XIX ст. в Європі, у Франції, народився новий вид мистецтва, який стрімко завойовував собі наймасовішу глядацьку аудиторію, — мистецтво кіно. Кіно — дитя часу, яке поєднувало в собі науково-технічний прогрес з творчими пошуками діячів мистецтва. Винахід в 1859 Луї Даґером фотографії, геніальна здогадка братів Огюста і Луї Люм'єрів, які з'єднали фотографічну плівку з проєкційним ліхтарем, привели в 1895 р. до появи кіно. Незалежно від них механік Одеського університету Й. А. Тимченко на два роки раніше створює кінетоскоп і 9 січня 1894 на ІХ з'їзді російських природодослідників і лікарів, що відбувався у Москві, здійснює за його допомогою перший у світі кіносеанс (глядачі побачили на екрані кавалеристів та метальників списів у русі). Попри те, що учасники з'їзду гідно оцінили винахід і передали його до Політехнічного музею у Москві, офіційні кола досить прохолодно поставилися до «живої фотографії», яку винайшов геніальний український винахідник. Відома заява Миколи ІІ з цього приводу: «Все це нісенітниці, жодного значення таким дрібницям надавати не варто…».
28 грудня 1895 в Парижі на бульварі Капуцинок у приміщенні «Гранд кафе» було організовано перший у світі публічний кіносеанс. Глядачі столиці Франції побачили свій перший фільм — вихід робітників з фабрики. Саме цю подію прийнято вважати датою народження кінематографа. Розробивши свій оригінальний пристрій, фірма «Люм'єр» швидко поставила справу кіно «на потік». Дві з перших кінокартин «Прибуття поїзда» і «Политий поливальщик» настільки приголомшили людей, що вже через декілька тижнів апарат і фільми Люм'єрів з'явилися і публічно демонструвалися у Римі, Відні, Берліні, Москві, Петербурзі, а також в Одесі, а потім потрапили до Єгипту, Австралії, США. У всіх країнах світу з'явилися сінематографи, ілюзіони, кінотеатри, а через рік-два в більшості європейських країн починають знімати власні фільми. Але як вид мистецтва кіно все ж належить ХХ ст.

## Підсумок
Здобутки XIX ст. у всіх сферах культури виявилися колосальними. Цей період вражає гармонійністю розвитку і величезними результатами творчої діяльності людини у найрізноманітніших сферах. Тенденції, закладені епохою Відродження, досягли зрілості, і люди в повному обсязі відчули їхні наслідки.
У всій складності і, як тоді здавалося, повноті склалася наукова картина світу. Змінилося становище науки в суспільстві, її досягнення стали прямо й усвідомлено впливати на рівень виробництва, всього життя. У масову, а в найрозвиненіших країнах загальну перетворилася письменність.
Регулярними стають міжнародні наукові, літературні, художні контакти, тим самим закладаються основи світової науки, світового мистецтва.
В художню творчість прийшли величезна стильова, жанрова різноманітність. Причому всіх великих майстрів при їх яскравій індивідуальності об'єднувало усвідомлення неповторної цінності людської особистості. Виправдалася пророча думка Стендаля: «XIX сторіччя буде відрізнятися від попередніх віків точним і полум'яним зображенням людського серця».
У надрах культури XIX ст. почалися принципово нові наукові відкриття, були розроблені філософські системи, висунені соціальні теорії, зародилися художні явища, які визначать характер вже наступної епохи.
Світлі гасла свободи, рівності і братерства, успіхи в розвитку культури, які множилися з кожним роком, породжували надії на швидке розв'язання людством всіх соціальних, політичних проблем. Однак цього не сталося, і на рубежі XIX—XX ст. серед творчої, наукової інтелігенції стали переважати похмурі, песимістичні і радикальні революційні настрої.